# 일본의 미술

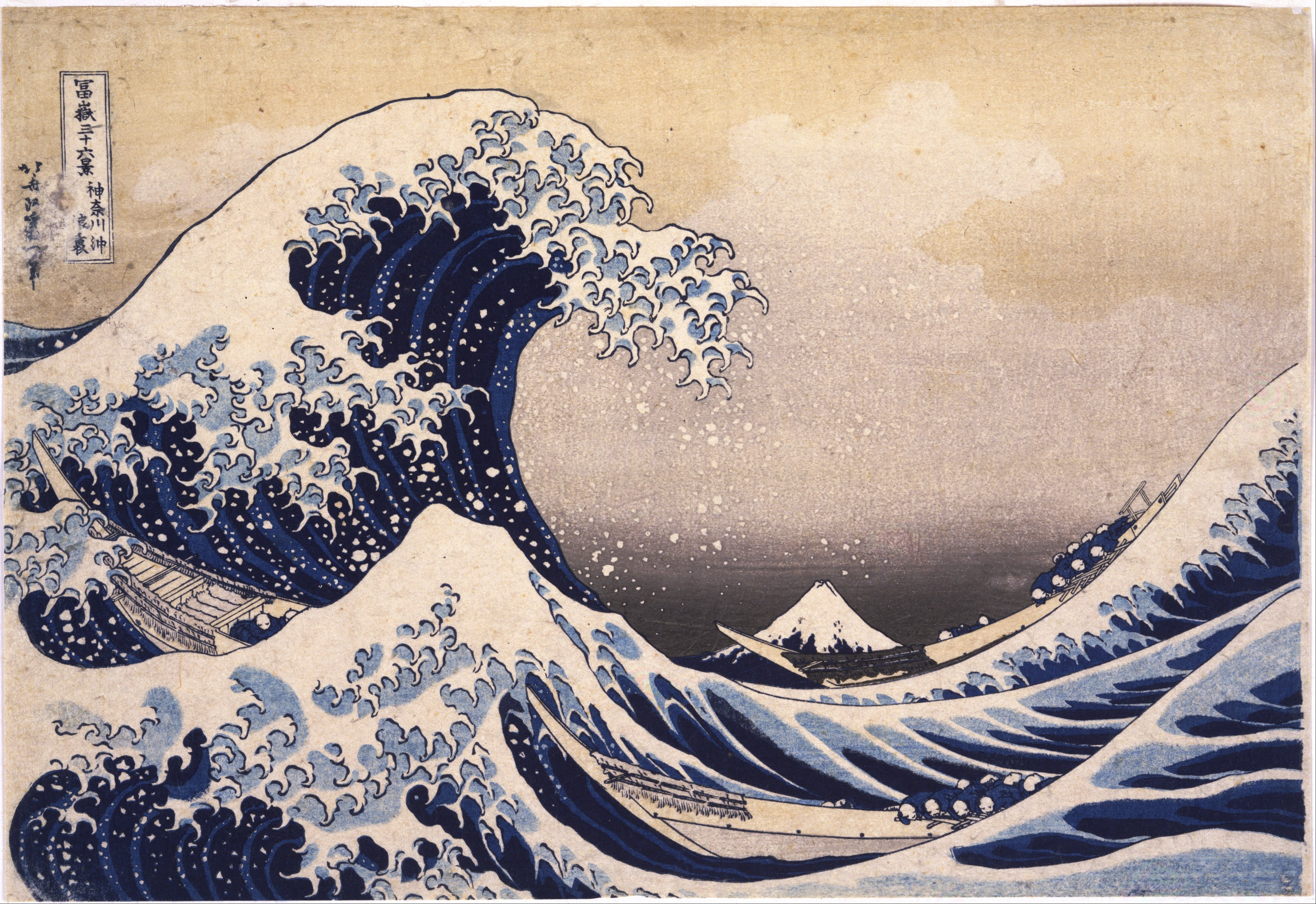
가쓰시카 호쿠사이의 《가나가와 해변의 높은 파도 아래》. 19세기

일본 미술은 고대 토기, 조각, 수묵화, 서예, 우키요에, 도예, 오리가미, 현대의 망가 등 넓은 범위의 예술 양식과 매체를 포괄한다. 기원전 1만 년에 일본에 사람이 거주하기 시작한 때부터 시작되어 현대에 이르기까지 긴 역사를 가지고 있다.

## 회화

### 아스카 시대

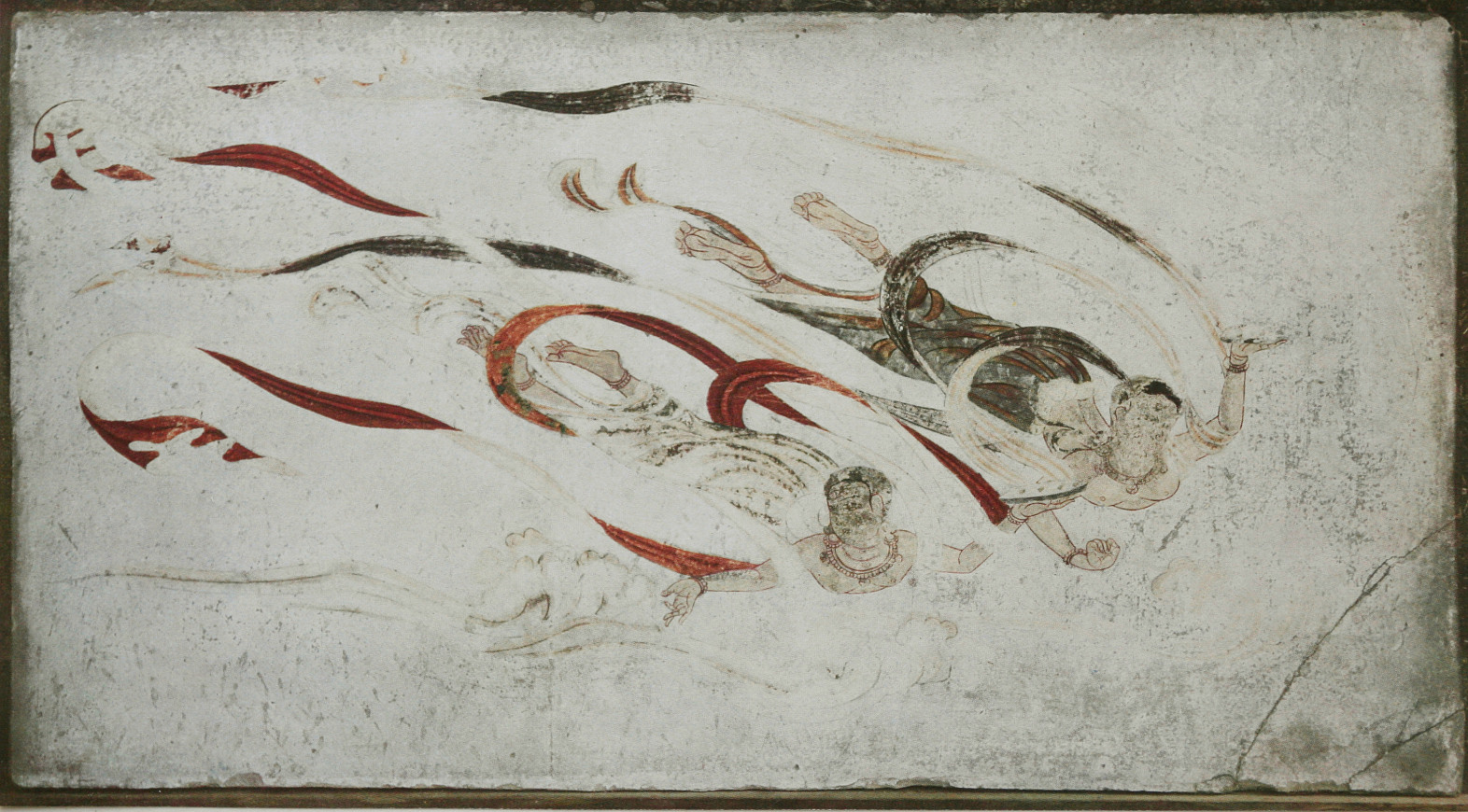
호류지 금당 벽화 비천도. 아스카 시대.

호류지의 금당벽화는 아스카 시대의 대표적인 작품이었는데 1949년 화재를 만나 그 대부분을 소실하였다. 그러나 겨우 남겨진 비천도(飛天圖)나 원도(原圖)에 충실한 모사(模寫)에 의해 옛 면모를 엿볼 수는 있다. 벽화의 주제는 사면에 석가, 아미타, 미륵, 약사등 4여래의 정토도(淨土圖)를 그렸다고 하는 설이 유력하다. 여래나 보살을 그린 탄력있는 확고한 선은 '철선묘(鐵線描)'라는 중국의 수법으로, 불신이나 의복에는 입체적인 인상을 주기 위하여 선염(渲染)이 되어 있다. 이 기법은 인도의 아잔타 석굴 벽화와 흡사하여 결국 한국 및 중국 전통을 주체로 인도나 아시아 여러 지역의 회화 기술을 합친 것이라 생각된다.
호류지와 관련된 회화 작품 중에서 7세기에서 8세기 초엽의 것이라고 추정되는 《쇼토쿠 태자상》이 있다. 양쪽 곁에 두 왕좌를 세운 구도는 불화나 불상조각의 삼존형식에서 따온 것으로서 중국 초상화를 본뜬 것이라 하겠다.

### 나라 시대

야쿠시지 길상천상. 나라 시대.

야쿠시지 《길상천상(吉祥天像)》은 덴표 시대의 불화인데, 당나라의 귀부인과 같은 그 생김새나 화려한 의복의 묘사는 채색화로서의 정수를 다하고 있다. 《길상천상》과 마찬가지로 《도리게타치온나 병풍(鳥毛立女屛風)》에 그려진 인물의 뚱뚱한 그 얼굴모습은 그 무렵 미인의 전형이었고 나무 밑에 미인을 세운 그림도 서역(西域)이나 당에서는 매우 유행했었다. 처음에는 머리나 의복에 새털이 달려 있었는데 지금은 빠져 없어져 버려 밑그림만 보일 뿐이다.

### 헤이안 시대

#### 야마토에

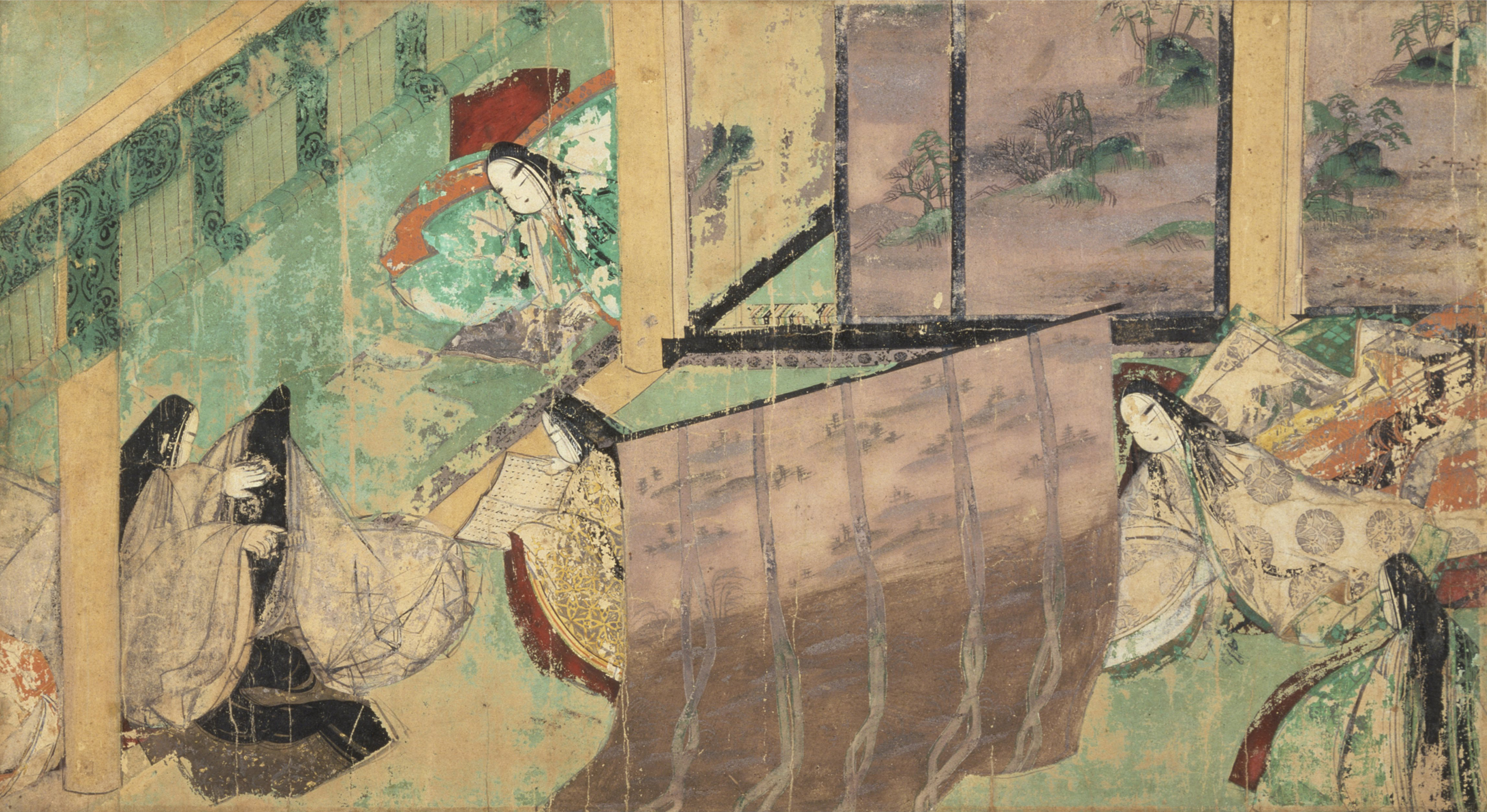
겐지모노가타리 에마키. 12세기.

나라 시대 전후의 세속화(世俗畵)는 거의 전부가 중국식 사물을 그린 것이었는데, 9세기 중엽부터 비로소 일본의 산수나 풍속을 섬세하고 우미하게 그린 야마토에가 생성, 완성되었다. 야마토에의 특색은 주로 장병화(障倂畵)·두루마리·초상화 등에서 발휘되었다. 그리고 야마토에는 헤이안·가마쿠라 시대에 발달하였고, 마침내 무로마치 시대에 이르러 침체되었다. 그러나 민족적인 조형감각에 의하여 육성된 야마토에의 전통은 그대로 절멸된 것은 아니고 모모야마·에도 시대 그리고 근대까지도 계승되어 일본회화의 뿌리 깊은 힘을 발휘하였다.

#### 불교 회화
헤이안 시대에 사이초(最澄)나 구카이(空海) 등이 당에서 밀교화를 가져왔는데 이로부터 만다라를 많이 그렸다. 현존 최고(最古)의 만다라는 진고지(神護寺)의 것으로서 820년 경의 작품이다.
후지와라 불화(藤原佛畵)의 대표작으로는 곤고부지(金剛峯寺)에 있는 《불열반도(佛涅槃圖, 1086》를 들 수 있다. 석가가 쿠시나가라의 사라쌍수(沙羅雙樹) 밑에서 입멸(入滅)했을 때의 정경을 그리고 있다. 12세기에 들어서서 기준작으로는 교오고코쿠지(敎王護國寺)의 《12천상(十二天像)》을 들 수 있다. 파랑·초록색·노랑 등 부드러운 색조로 채색하여 정치(精緻)한 절금(截金：가늘고 길게 자른 금은박을 무늬를 그리듯이 화면 위에 놓는 기법)무늬와 함께 헤이안시대 후기 불화의 특색을 잘 보여주고 있다.
헤이안 말기부터 가마쿠라 초기에 걸친 무렵에 신(神)과 부처는 본디 일체로서, 민중을 구제하기 위하여 부처가 일본의 신으로 나타났다고 주장하는 본지수적설(本地垂迹說)에 의하여 그려진 수적화(垂迹畵)가 나타났다. 대표작으로 가스가샤지(春日社寺)의 만다라를 들 수 있다.

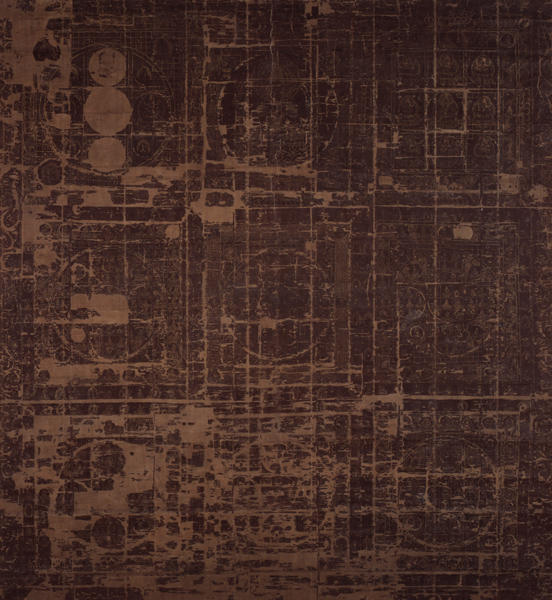
진고지 만다라. 820년 경.
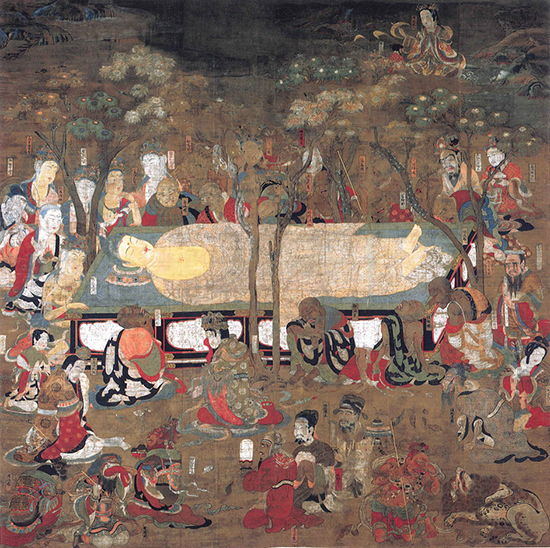
곤고부지 불열반도
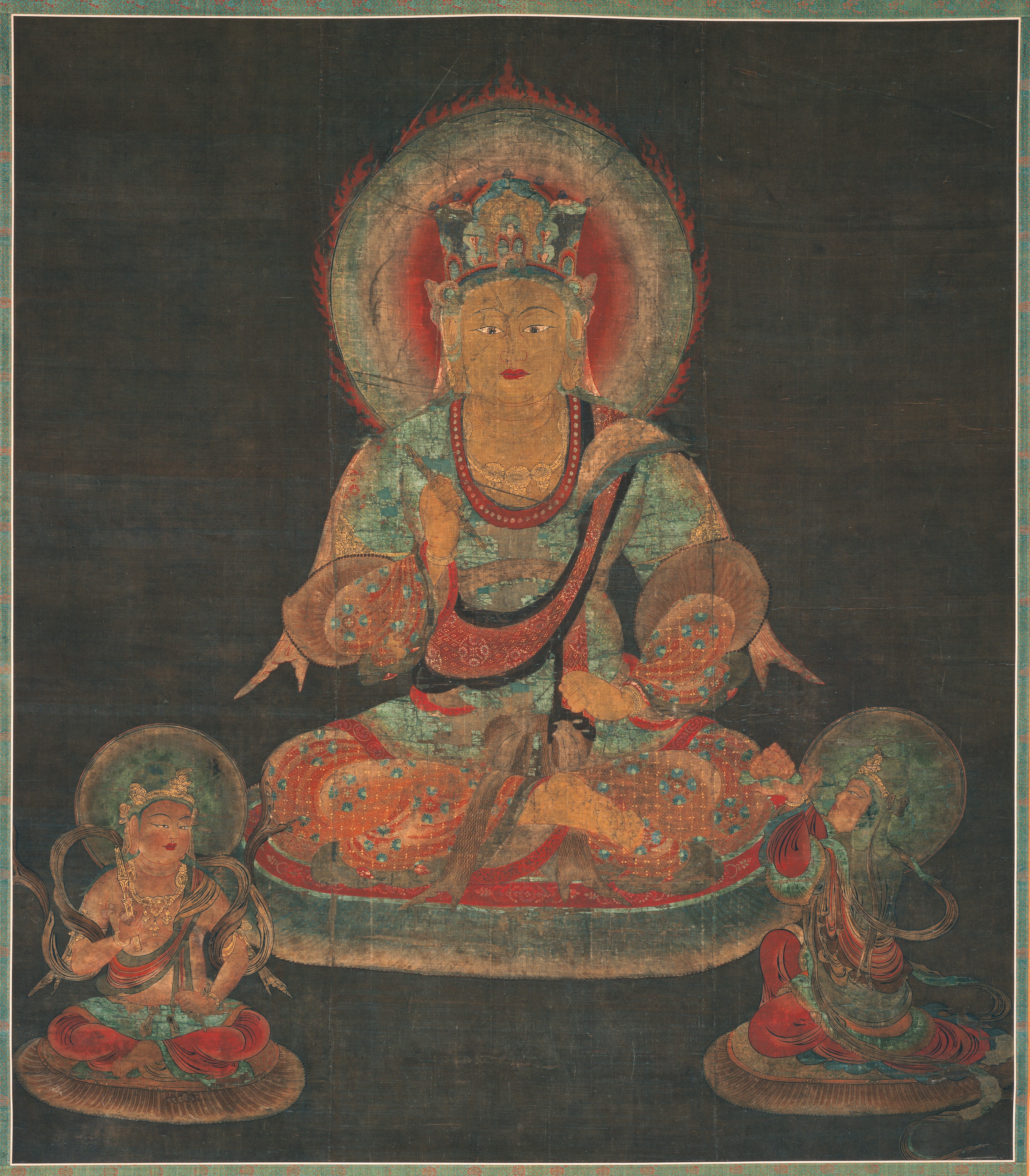
교오고코쿠지 12천상 제석천. 교토 국립미술관 소장.

### 가마쿠라 시대

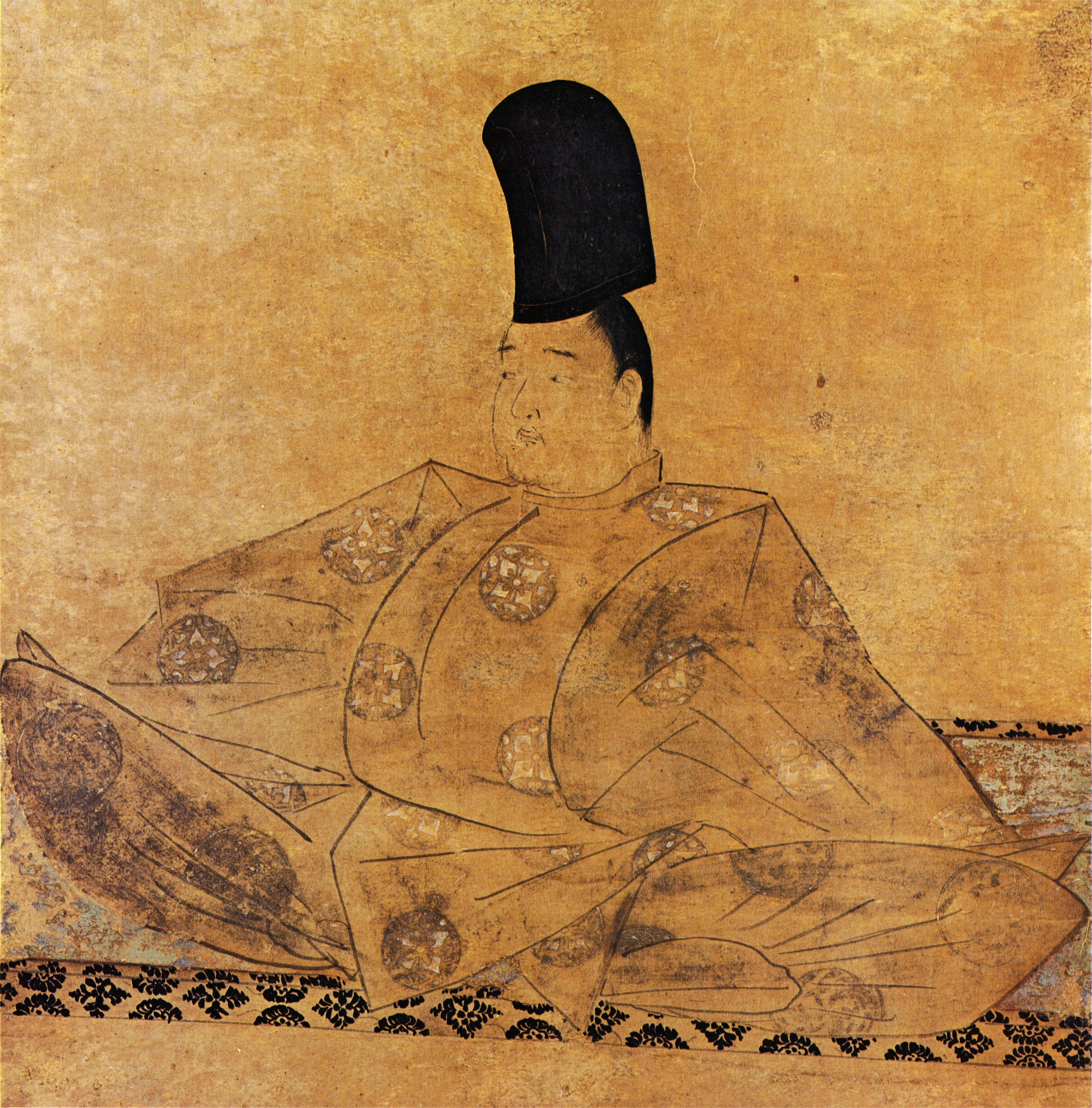
고토바 천황상. 1221년.

가마쿠라 시대에 들어서자 미술계 전반에 걸쳐서 사실주의적인 경향이 짙어졌고 여기에 초상화가 유행하기 시작했다. 그 중에서도 진고지(眞護寺)에 전하는 《미나모토노요리토모(源賴朝)》, 《다이라노시게모리(平重盛)》, 《후지와라노미쓰요시(藤原光能)》의 3화상이 특히 유명하다. 이 밖에 《고토바 천황상(後鳥羽天皇像)》은 초상화 중의 니세에(似絵)인데 니세에란 숭배, 예배 따위의 대상으로 하기 위하여 이상화된 의용적(儀容的)인 상이 아니라, 대상에 닮게 하는 것을 주안으로 한 사생적인, 기록적인 요소가 짙은 초상화를 말한다.

### 무로마치 시대
가마쿠라 말기에서 무로마치 시대에 걸쳐서 송과 원의 그림이 일본에 수입되었으며, 그 영향으로 일본에도 수묵(水墨)으로 그린 수묵화가 유행하였다. 일본 무로마치 시대 회화사의 주류는 송과 원의 그림을 규범으로 하는 한화가(漢畵家)들의 수묵산수화에 의해 점유되었다고 하여도 무방하다. 슈분(周文), 소탄(宗湛), 가노 마사노부(狩野正信) 등은 본령을 수묵산수화에 두고 그 중에서도 남송원체화(南宋院體畵)에서 배웠으나, 아미파(阿彌派)처럼 목계(牧谿)나 옥간(玉澗)의 그림을 따르는 사람들도 있고 일본 수묵산수화의 대성자인 셋슈(雪舟)는 송원뿐만 아니라 명의 그림에서도 많은 것을 배웠다. 셋슈 또한 장식적인 화조화도 그린 것으로 보이는데 운고쿠파(雲谷派)뿐만 아니라 가노파·하세가와파(長谷川派) 등에 미친 영향은 절대적이다.
수묵화의 장식적인 용도로서의 이용에 있어서 충분히 수묵화의 특성을 유지하면서, 그 위에 장식효과도 가해서 새로운 장식으로서의 회화를 만들어 낸 것은 가노파(狩野派)였다. 단순한 화면을 가진 수묵화와 장식성은 모순된 것으로 보이지만, 가노파의 시조로 알려진 가노 마사노부(狩野正信, 1434∼1530)의 아들인 모토노부(元信, 1476∼1559)는 수묵화의 묘법을 효과적으로 사용함으로써 충분한 장식효과를 올리는 데 성공하였다.

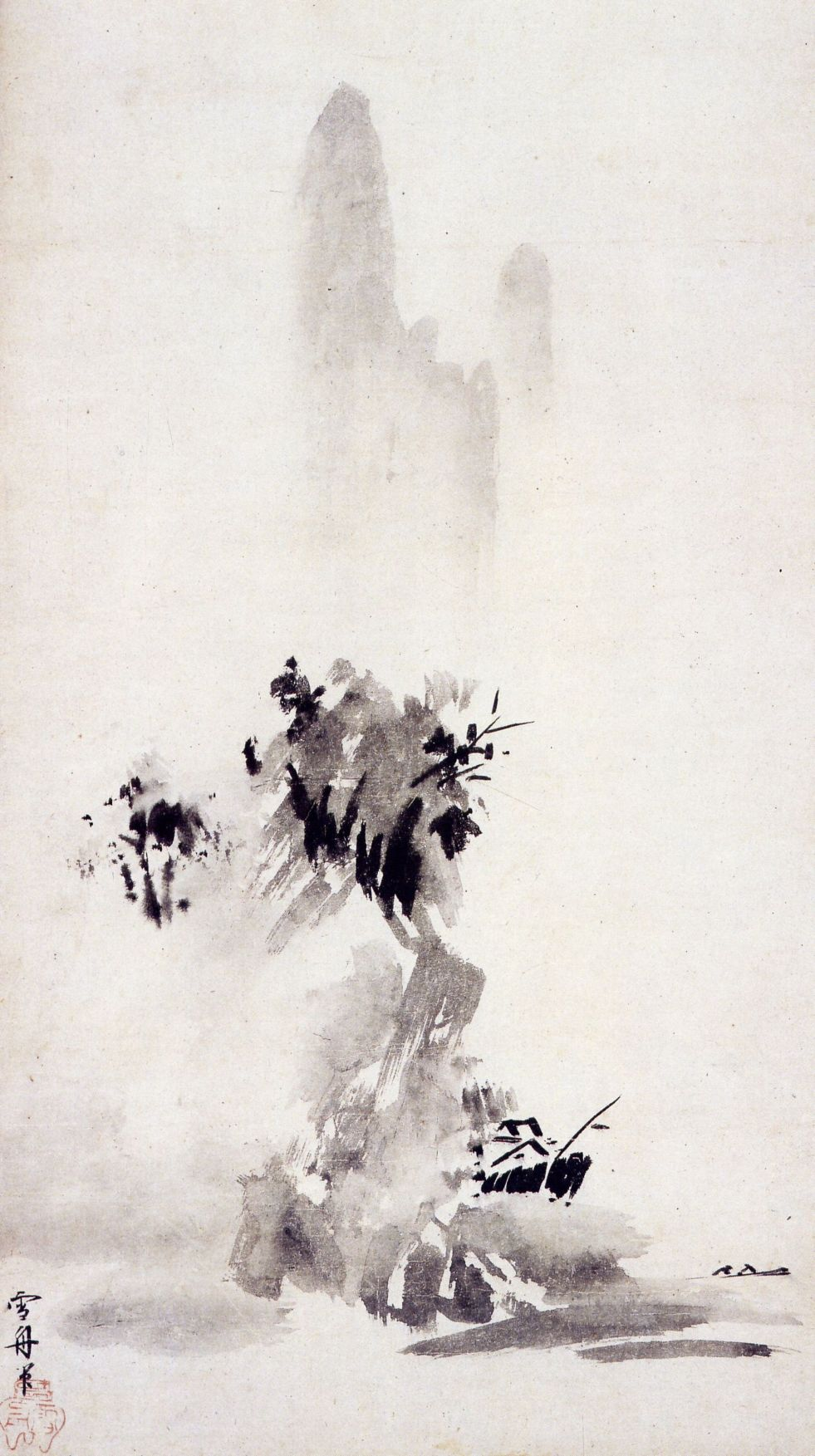
셋슈의 《파묵산수(破墨山水)》. 1495년.
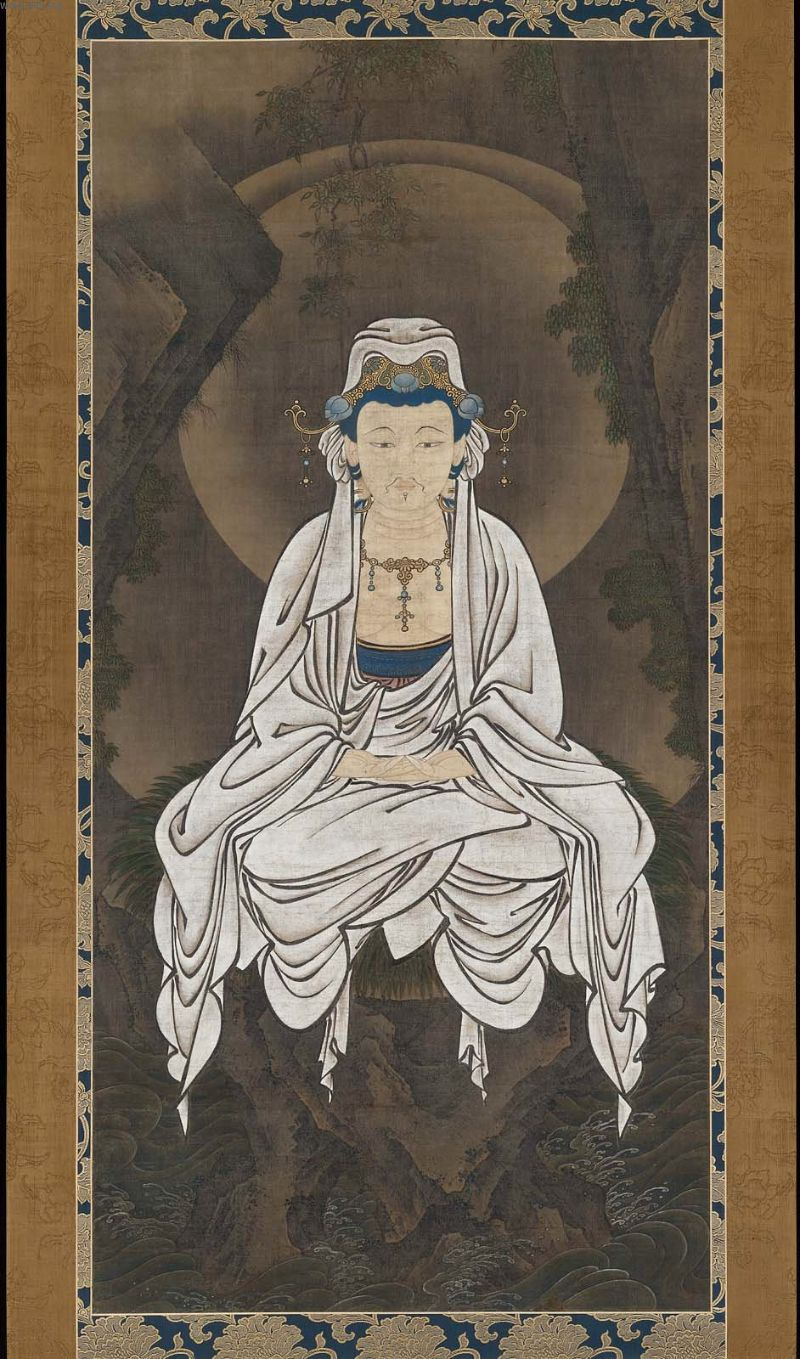
가노 모토노부의 《백의관음도(白衣観音図)》. 16세기 전기.

### 아즈치모모야마 시대

#### 하세가와파

하세가와 도하쿠의 《송림도병풍(松林図屏風)》. 16세기.

하세가와파는 하세가와 도하쿠(長谷川等伯)를 중심으로 하는 유파인데 도하쿠는 가노파의 관학성(官學性)에 대하여 재야적인 존재의 대표적인 인물로서, 그의 스타일은 다양하고 묘선은 힘차다. 《송림도병풍(松林圖屛風)》, 《고목원후도》 등이 대표작이다. 아들 규조(久藏)가 그린 《앵도(櫻圖)》도 유명하다.

#### 낙중외락도
낙중락외도(洛中洛外圖)란 교토 시중과 교외를 말하고 이것들을 한 눈 아래 병풍 한쌍에 나눠 그린 것을 낙중락외도라 한다. 낙중락외도는 이미 무로마치 후기에 볼 수 있고 모모야마시대의 현실주의가 가장 현저하게 표시된 것으로서 사료적인 가치도 크다. 정치·문화·경제의 중심지 교토의 생생한 현실을 주제로 하기 때문에 시대의식이나 풍조가 여실히 표현되어, 확실히 풍속화의 근간(根幹)이기도 한 중요한 장르이다. 발생 당초부터 정치적이고 사회적인 색채를 띠고 있었는데 모모야마시대에 들어서자 더욱 현저하게 된다.

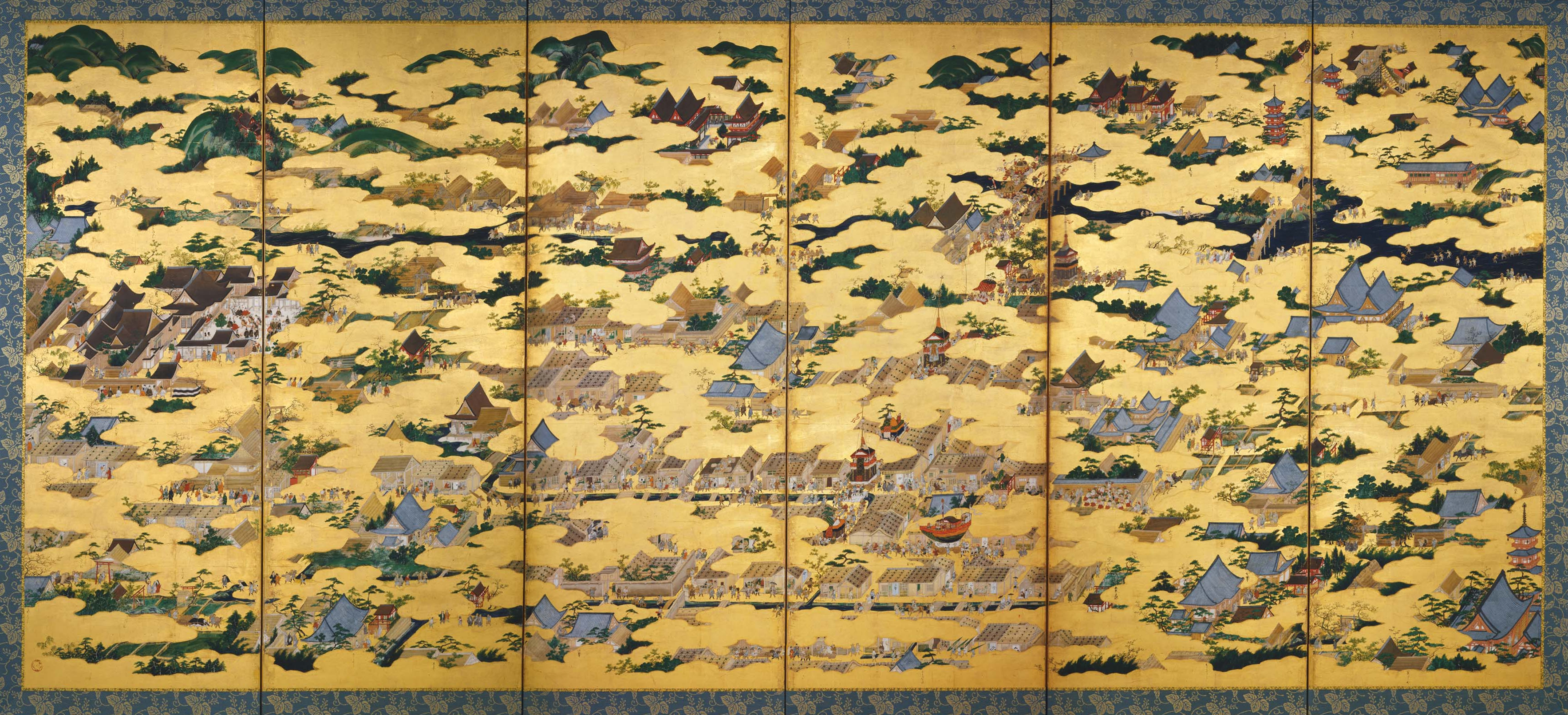
우에스기카(上杉家)의 《낙중락외도(洛中洛外圖)》. 아즈치모모야마 시대.
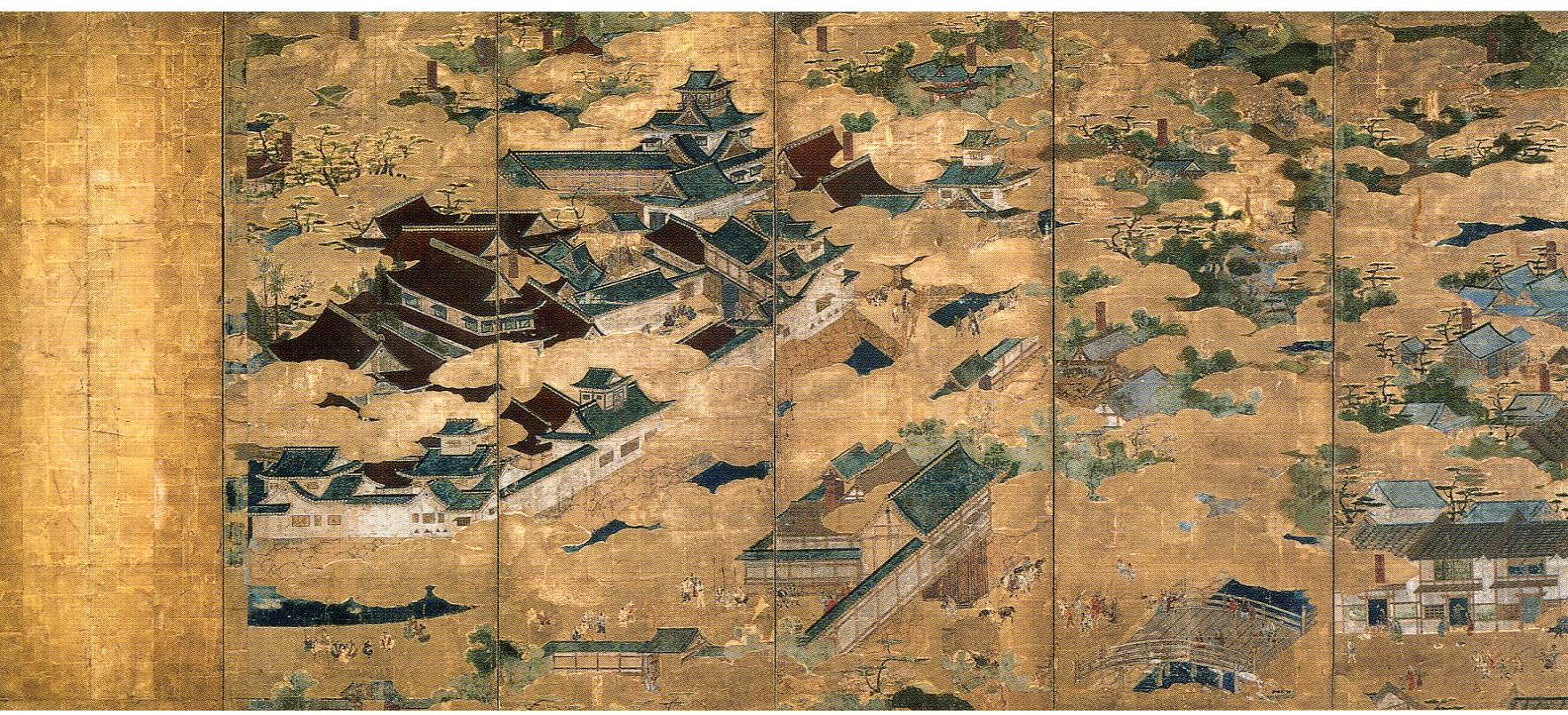
미쓰이카(三井家)의 《취락제도(聚樂第圖)》. 16세기 후기.

#### 남만미술
1543년 포르투갈인의 도일(渡日)을 계기로 일본에도 유럽 문화의 물결이 밀어닥쳐 그때까지는 볼 수 없었던 이색적인 회화나 공예품이 만들어졌다. 이것은 기독교 미술을 중심으로, 또한 그것에 부수되어 들여온 외국적인 요소를 바탕으로 하여 일본인 스스로의 손으로 의해 만들어진 남만미술(南蛮美術)을 말한다. 회화면에서는 기독교 회화를 중심으로 한 양풍 회화가 성하게 만들어졌다. 그 하나는 기독교에 직접 관계가 있는 것으로서 불화(佛畵)와 한가지로 신앙의 대상이 된 것, 둘째는 그리스도교 문화에 부수되어 들어온 것으로서, 종교에 직접 관계 없이 유럽의 풍속을 그린 것, 셋째는 좀 성격이 다른 것으로서 유럽 문화의 이입에 수반된 외국인의 내항 풍경을 그린 것 등이다.

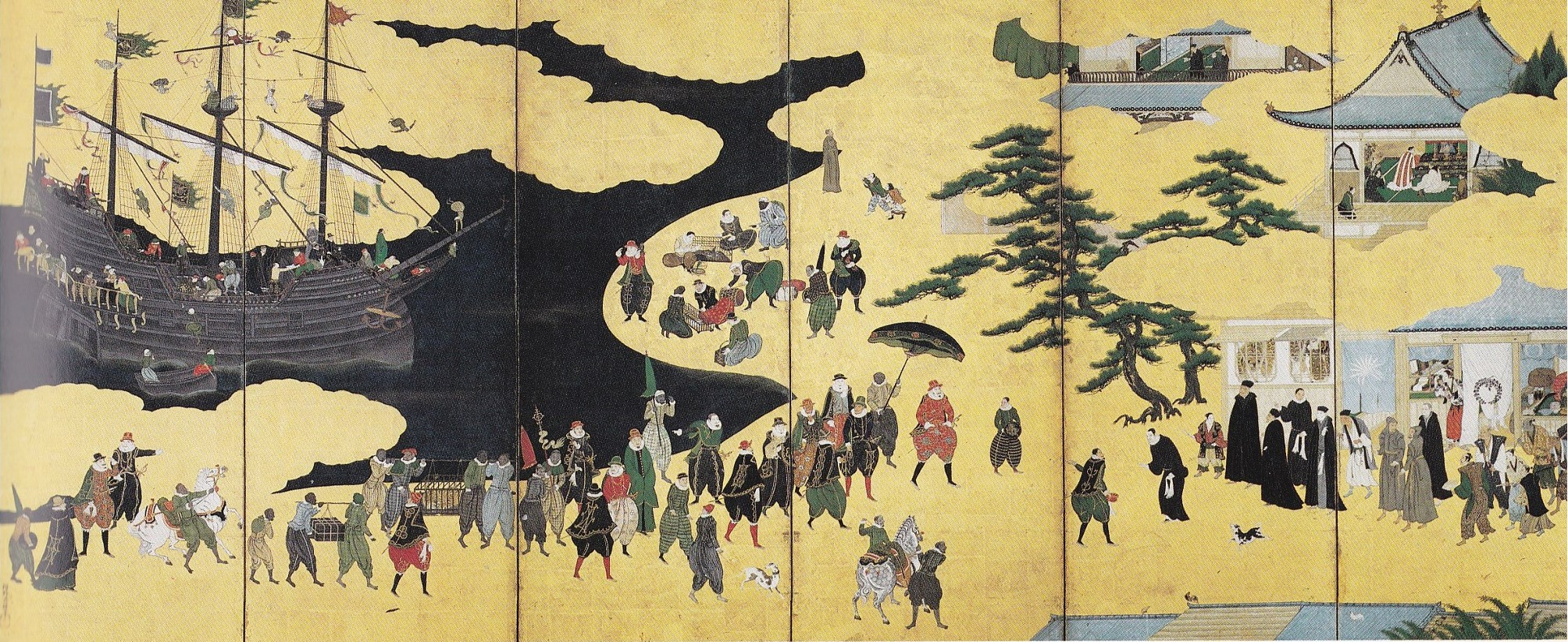
가노 나이젠의 《남만인 도래도(南蛮人渡来図)》. 1600년 경.
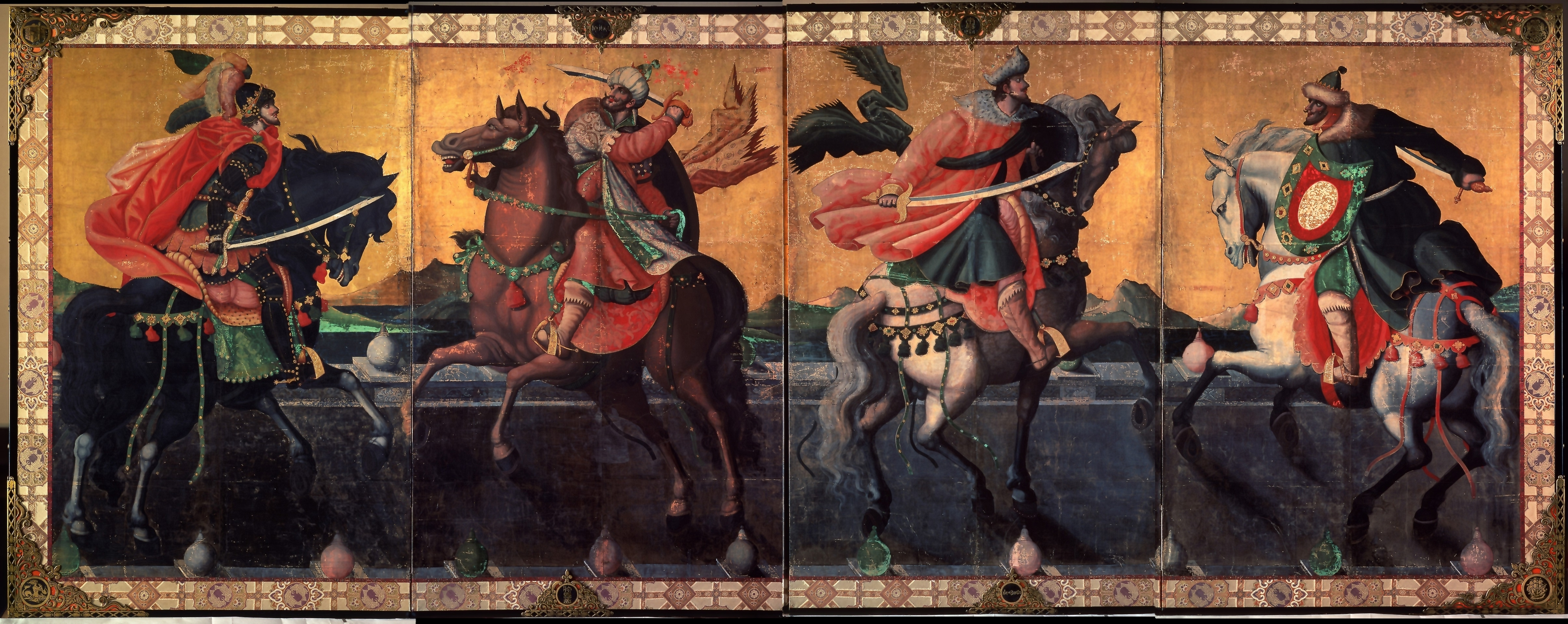
작자 미상, 《서양 왕후 기마도 병풍(泰西王侯騎馬図屏風)》. 1611년-1614년.

### 에도 시대

#### 도사파
후지와라 시대부터 야마토에의 유파로 알려진 도사파는 무로마치 시대가 되자 가노파에 눌려서 존재가 희미하였으나, 17세기에 도사 미쓰오키(土佐光起)가 조정(朝廷)의 화가로서 활약하고 그 부흥에 힘썼다. 작품으로는 《이쓰쿠시마 마쓰시마 도병풍(嚴島松島圖屛風)》 등이 있고 독창성이 결여된 표면적인 사실에 빠지기 쉬운 신양식을 취하였으므로 그 화풍은 점차로 피상적인 사실주의의 형식적인 고수가 되었다.

#### 우키요에
17세기 후반 히시카와 모로노부(菱川師宜)에 의하여 먹 일색의 목판화 묵쇄화(墨刷畵)가 발표되었으며 이후에 단(丹)을 붓으로 채색하는 단화(丹畵, 단 대신 선홍색을 주색으로 하고 다시 여러 가지 색을 채필(彩筆)하는 홍화(紅畵), 먹 부분에도 광택을 곁들인 칠화(漆畵)로 진전되어 마침내 선홍색이나 초록색 등 수색을 목판쇄(木版刷)에 의하여 채색하는 홍쇄화(紅刷畵)가 생겼다.
1765년 스즈키 하루노부(鈴木春信)에 의하여 다색쇄각쇄기법(多色刷刻刷技法)이 완성되고, 화려한 니시키에(錦繪)시대가 되자 도리이 기요나가(鳥居淸長)·기타가와 우타마로(喜多川歌磨) 등의 화가도 서민의 미의식을 대변하여 시시각각의 세상을 반영하는 작품을 계속 발표하였다. 미인화·야쿠샤에(役者繪)를 대표적인 주제로 하고 나중에는 풍경화나 화조화 등도 유행하였다.

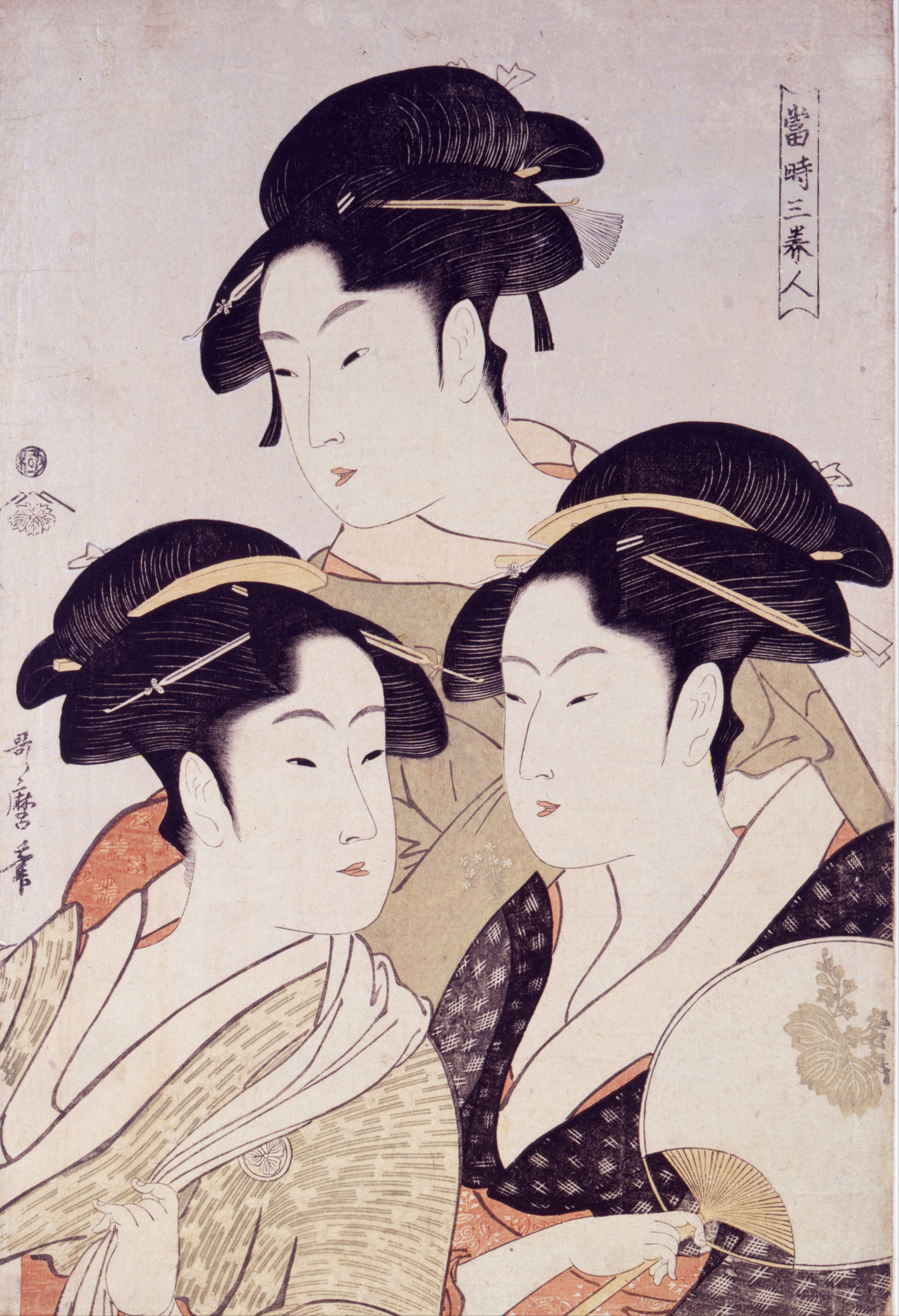
기타가와 우타마로의 《당시 삼미인(当時三美人)》. 1793년 경.
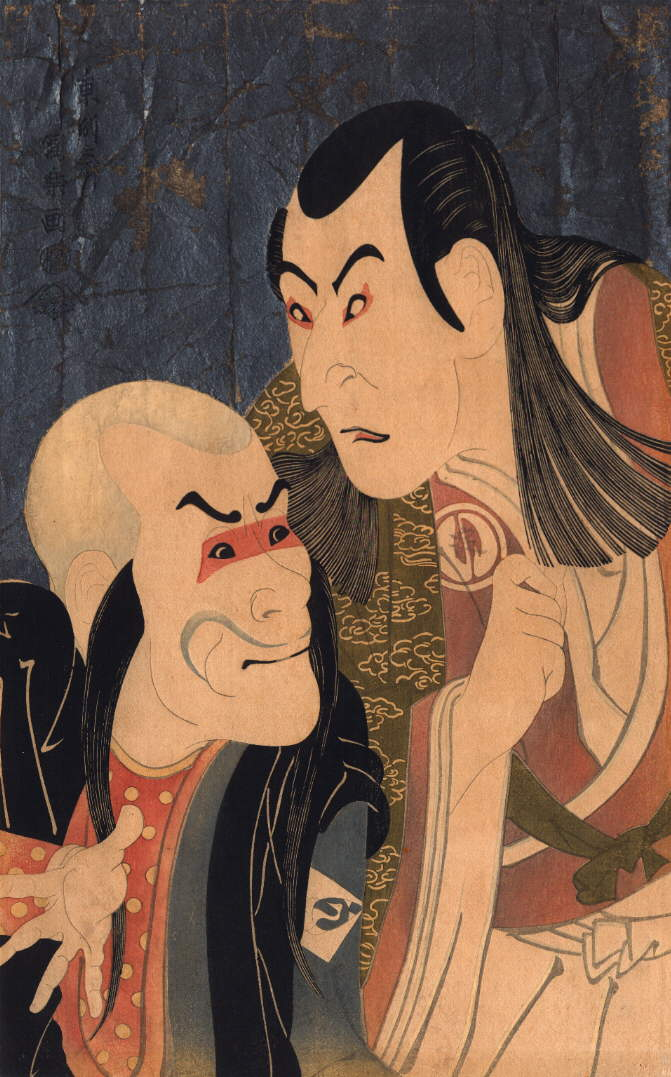
도슈사이 샤라쿠의 야쿠샤에.
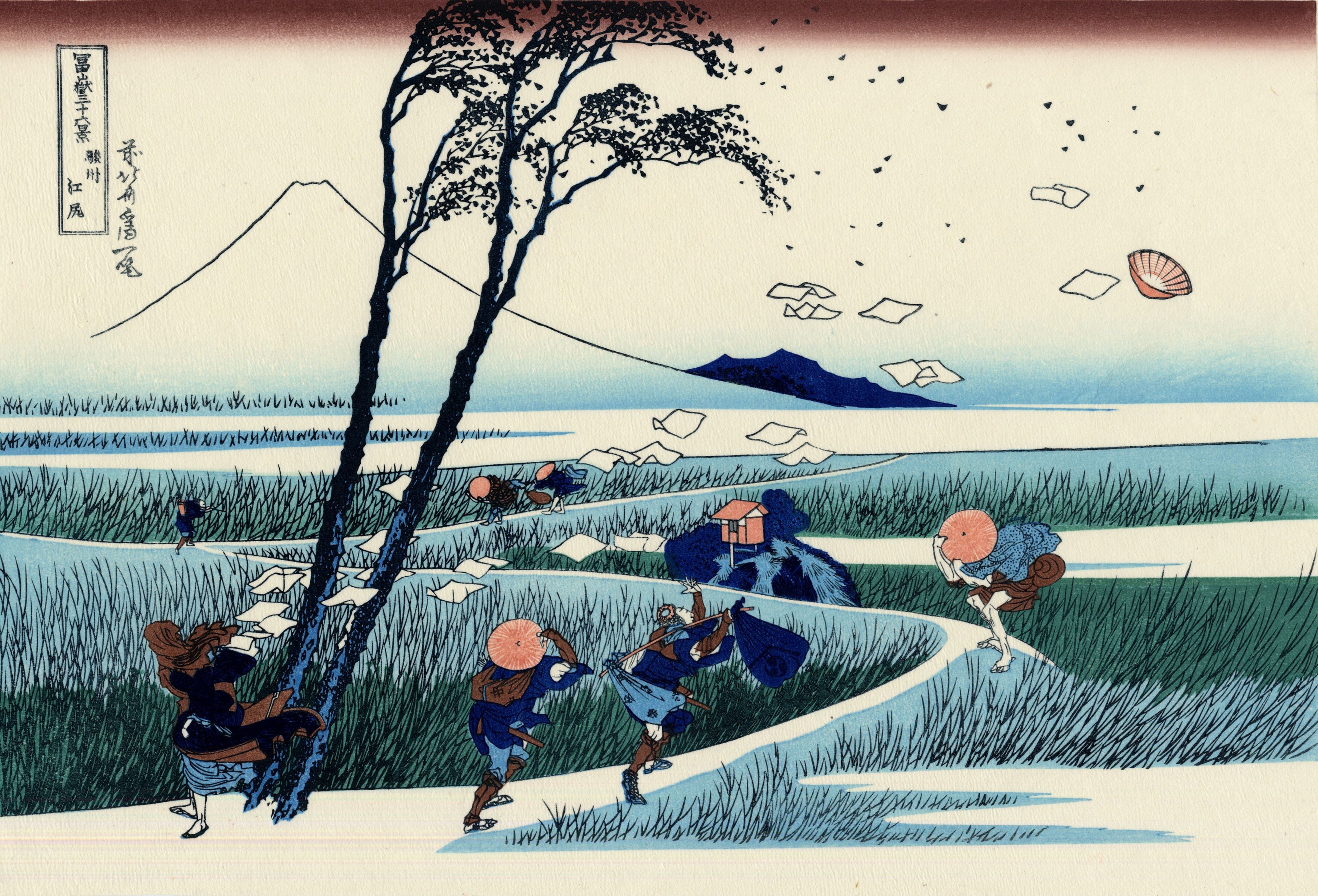
가쓰시카 호쿠사이의 《후가쿠 36경》 중 하나

#### 마루야마시조파
문인화가 한창인 시대에 한편에서는 객관적인 사실주의를 특히 주장한 일파가 있었다. 마루야마 오쿄(圓山應擧)는 그 대표자라 할 수 있다. 그는 중국이나 네덜란드에서 수입한 안경화(眼鏡畵)에 흥미를 가져 원근법이나 음영법(陰影法)의 기술을 획득하고 회화에서의 사생의 필요를 통감하였다. 그러나 장식적인 표현을 전혀 무시했던 것은 아니고 사생주의를 원칙으로 하면서 적당히 장식성을 집어 넣은 신양식이었다.
마루야마파와 나란히 사생주의 회화에 손댄 것이 교토시조(京都四條)에 살았던 마쓰무라 고슌(松村吳春)을 중심으로 한 시조파였다. 그 화가로서 마쓰무라 케이분(松村景文) 등을 들 수 있다.

#### 아키타파
쇄국 정책의 영향으로 잠시 모습을 볼 수 없었던 양풍화가 다시 고개를 들기 시작하였다. 그 중에서 아키타의 사타케 쇼잔(佐竹曙山, 1748∼1785)은 그의 가신(家臣) 오다노 나오타케(小田野直武)와 더불어 양풍화 작품을 그렸다. 아키타파(秋田蘭畵)는 예를 든다면 쇼잔의 《소나무에 당조도(松に唐鳥図)》는 서양화와 동양화의 절충적인 표현형식을 취하고 있다. 나오타케의 대표작 《시노바즈노이케(不忍池)》에서 다소 강조된 원근법과 돌연 전면에 그려진 정물의 대비는 18세기 네덜란드의 영향으로 보이며, 물감은 투명한 일본화의 안료를 사용하고 있다.

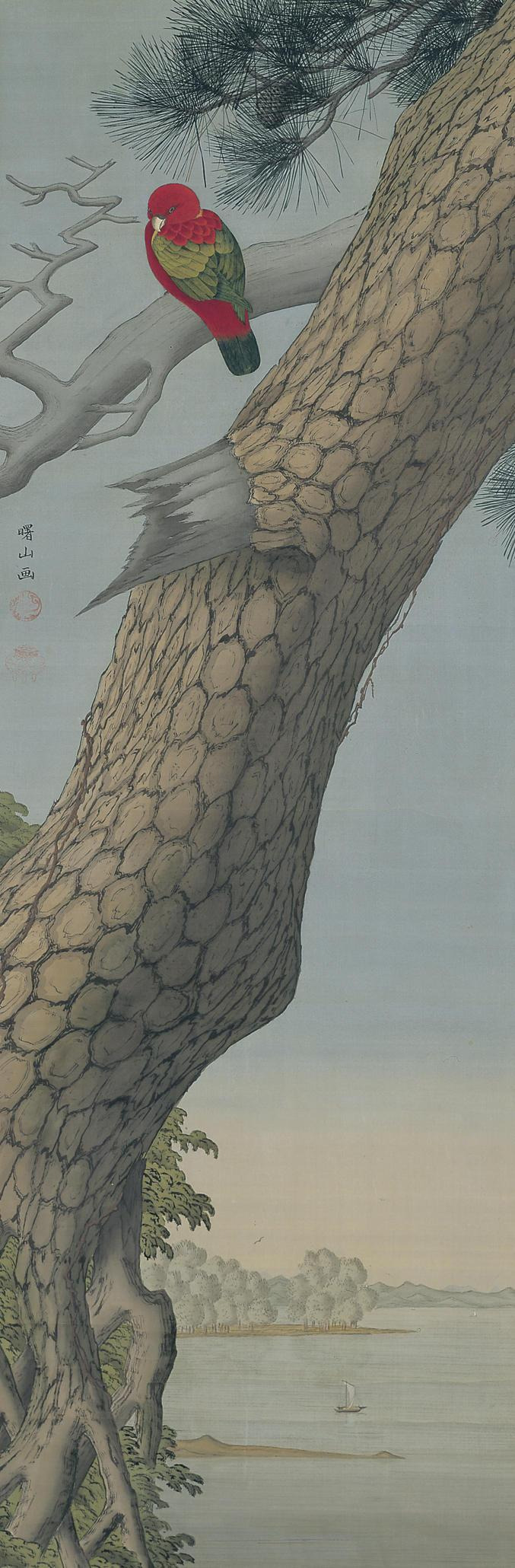
사타케 쇼잔의 《소나무에 당조도(松に唐鳥図]》. 18세기.
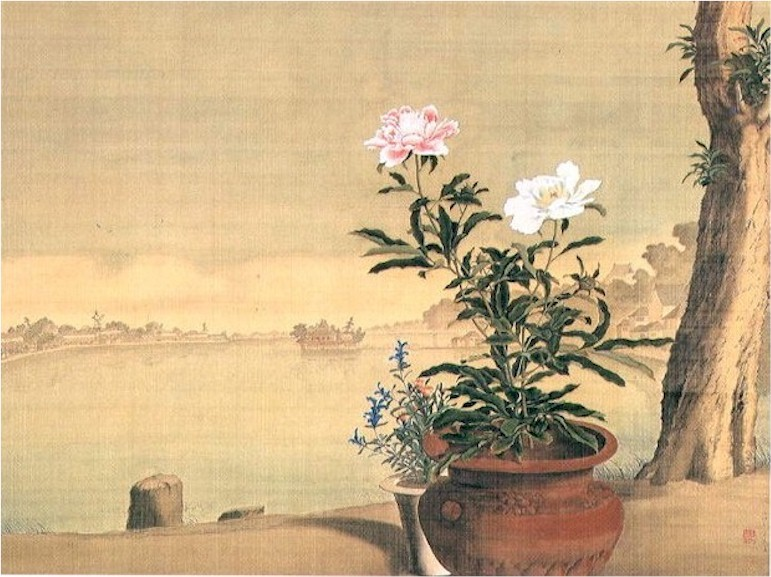
오다노 나오타케의 《시노바즈노이케(不忍池)》. 1770년 경.

## 조각

### 아스카 시대
일본에 불교가 전해진 것은 긴메이 천황 치세(欽明朝 532∼571)의 일로서 백제의 성왕이 석가불상(釋迦佛像) 1체와 번개(幡蓋)·경론(經論) 등을 선물로 보낸 것이 시초이다. 이 불상을 에워싸고 불교를 신앙할 것인지 아니면 배척할 것인지로 대립되었다. 격렬한 항쟁 끝에 진보파인 숭불파(崇佛派)가 승리를 하여 소가노 우마코(蘇我馬子)의 발원(發願)에 의해서 호코지(法興寺)가 건립됨으로써 불법흥륭(佛法興隆)을 약속하기에 이르렀다. 이 절에는 일본 최고(最古)의 불상인 구라쓰쿠리노 도리(鞍作止利)가 만든 《석가대상》이 현존하고 있다.
호류지 금당(金堂)의 본존인 석가삼존상(釋迦三尊像)은 아스카 시대를 대표하는 작품인데 후광 이면에 음각되어 있는 조상기(造像記)에 의하면 구라쓰쿠리노 도리가 제작한 것으로 판명되었다. 이 형식은 호류지 유메도노(夢殿)의 구세관음상(救世觀音像)에서도 볼 수 있다. 준엄한 표정, 예스럽고 소박한 미소, 편평한 체구, 보주(寶珠) 모양의 두광(頭光), 말린 모양의 수발(垂髮), 지느러미 모양의 천의(天衣) 등 모두 다 도리 양식(止利樣式)의 특색을 잘 전하고 있다. 그 밖에도 도리파에 속하는 작례로서는 구호류지 신해명관음상(辛亥銘觀音像)이 있다.

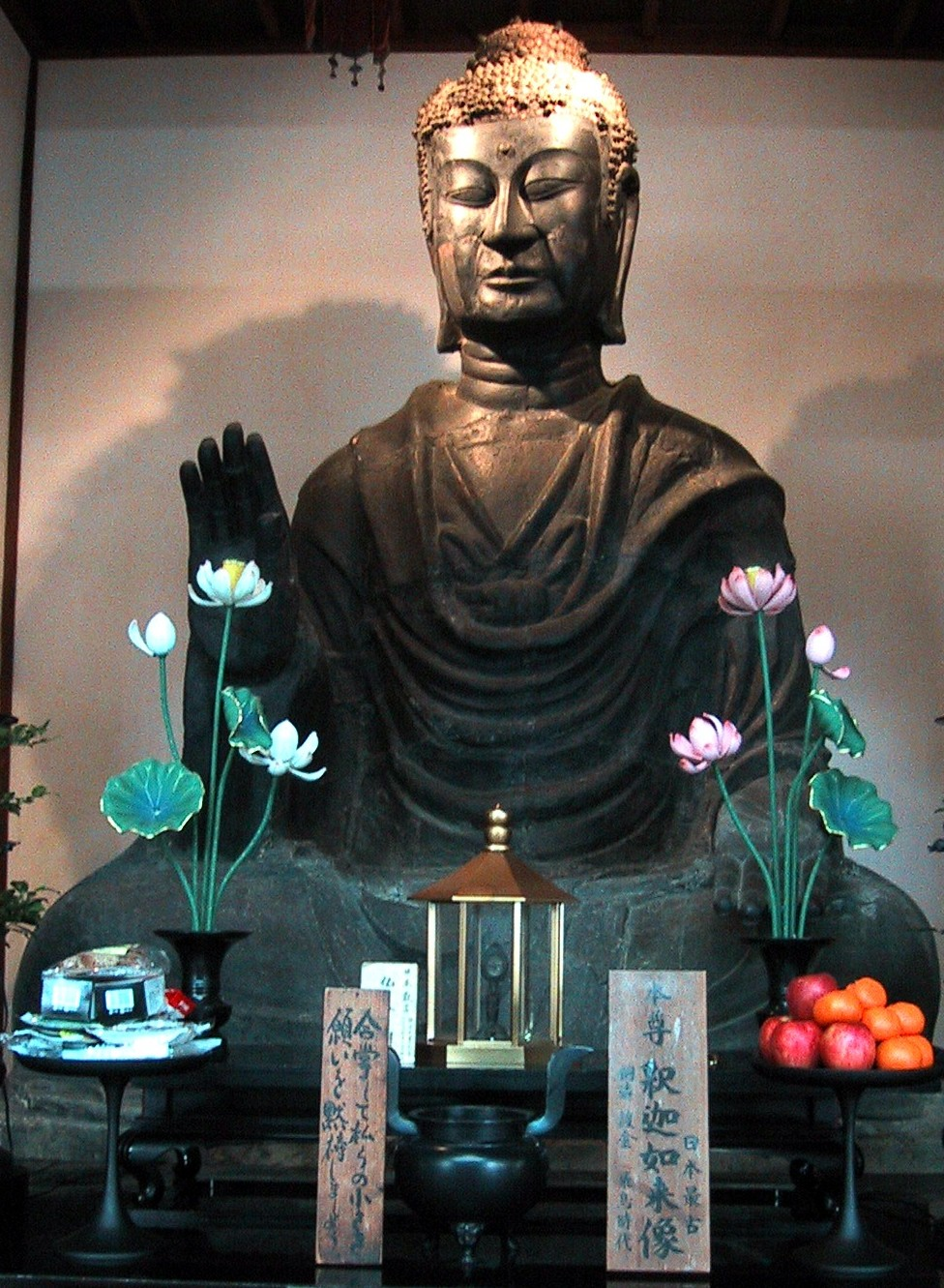
구라쓰쿠리노 도리 제작, 아스카데라의 대불
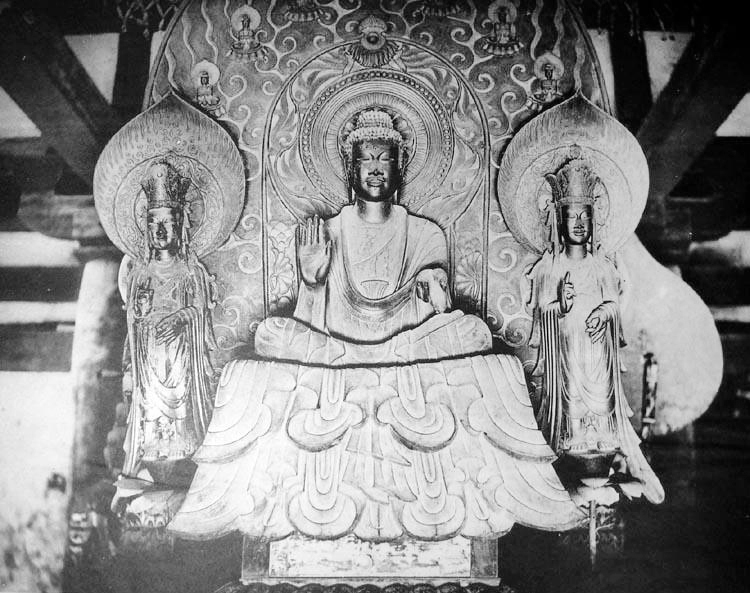
구라쓰쿠리노 도리 제작, 호류지의 석가삼존상

### 나라 시대
호류지 오중탑(法隆寺五重塔)의 소상군은 덴표 미술의 첫머리를 장식하고 있는 명작이다. 호류지 오중탑의 최하층의 심주(心柱) 사방에 소토(塑土)로 산악의 동굴 비슷한 무대를 만들고 30, 40cm 정도의 소상 인물군을 배치한 것으로서, 소토라는 부드러운 재료를 구사하여 인물의 표정이나 자태, 복장 등 생생하게 사실적으로 표현되어 조각사적으로뿐만 아니라 당시의 풍속을 전하는 좋은 자료이다.
덴표 후기 작품인 도다이지 가이단인(戒壇院)의 사천왕상(四天王像)이나 신야쿠시지(新藥師寺)의 십이신장상(十二神將像) 등은 어느 것이나 채색을 한 소상으로서 얼굴이나 갑주(甲胄)의 표현 등이 기술적으로 우수한데, 십이신장상에서는 과장적인 표현으로 돌려진 양상이 명백하게 보인다. 이러한 경향에 대하여 호케도(法華堂)의 일광(日光)·월광(月光)의 소상은 상냥한 표정이나 모습으로서 우미한 조각의 대표이다.
또한 쇼린지(聖林寺)의 십일면관음상(十一面觀音像)에서 몸 전체의 조화가 아름답지만 지나치게 정리된 느낌을 준다. 그러나 덴표 말기의 것일지라도 도쇼다이지(唐招提寺) 금당의 건칠노사나불상(乾漆盧舍那佛像)은 기술적으로 훌륭할 뿐만 아니라, 덴표 불상의 특색이라고도 할 수 있는 사실적인 경향에서 탈피되어, 안에 품은 강한 정신력을 느끼게끔 하는 차분한 작품이다.

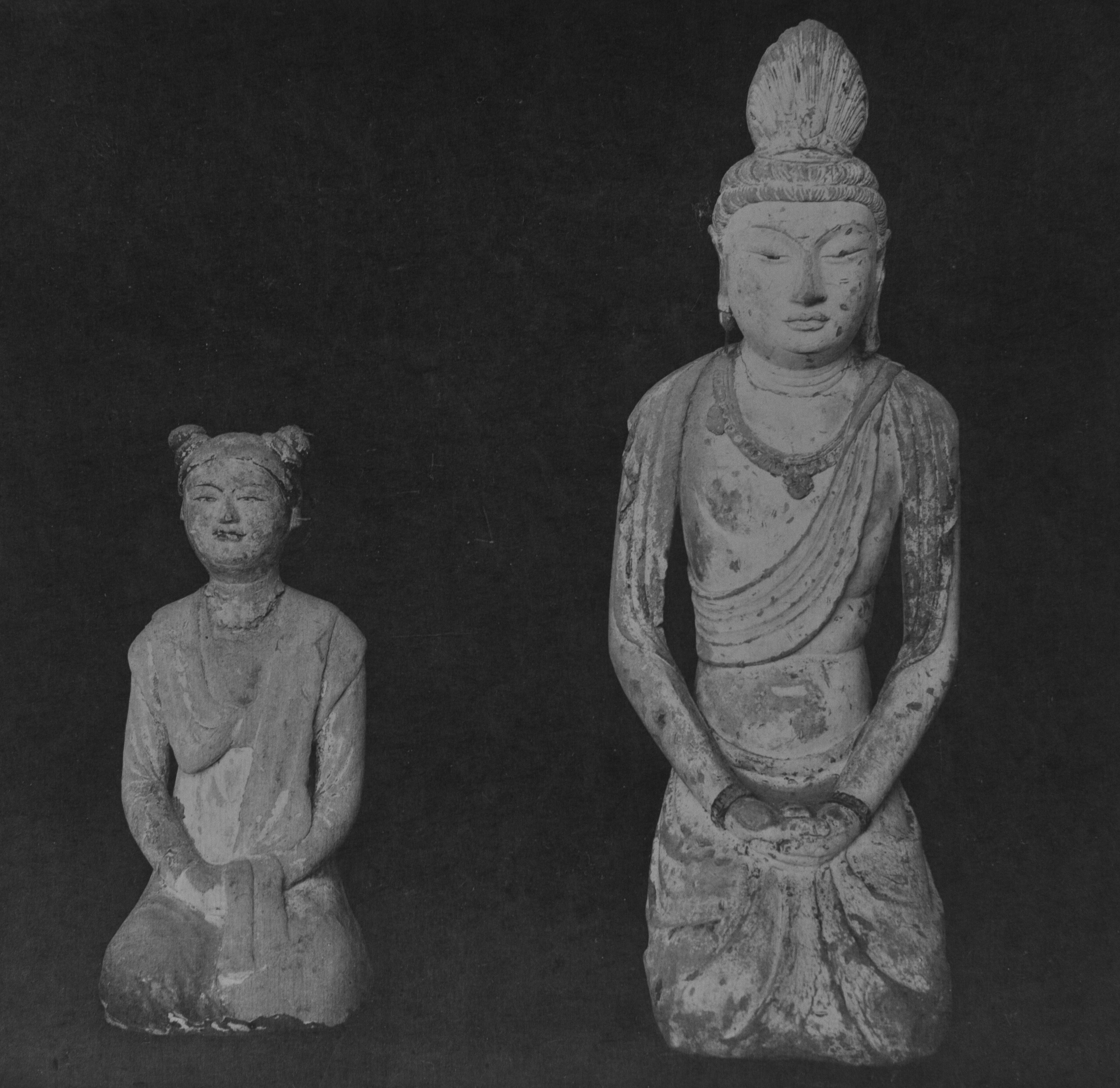
호류지 오중탑 소상군 (일부)
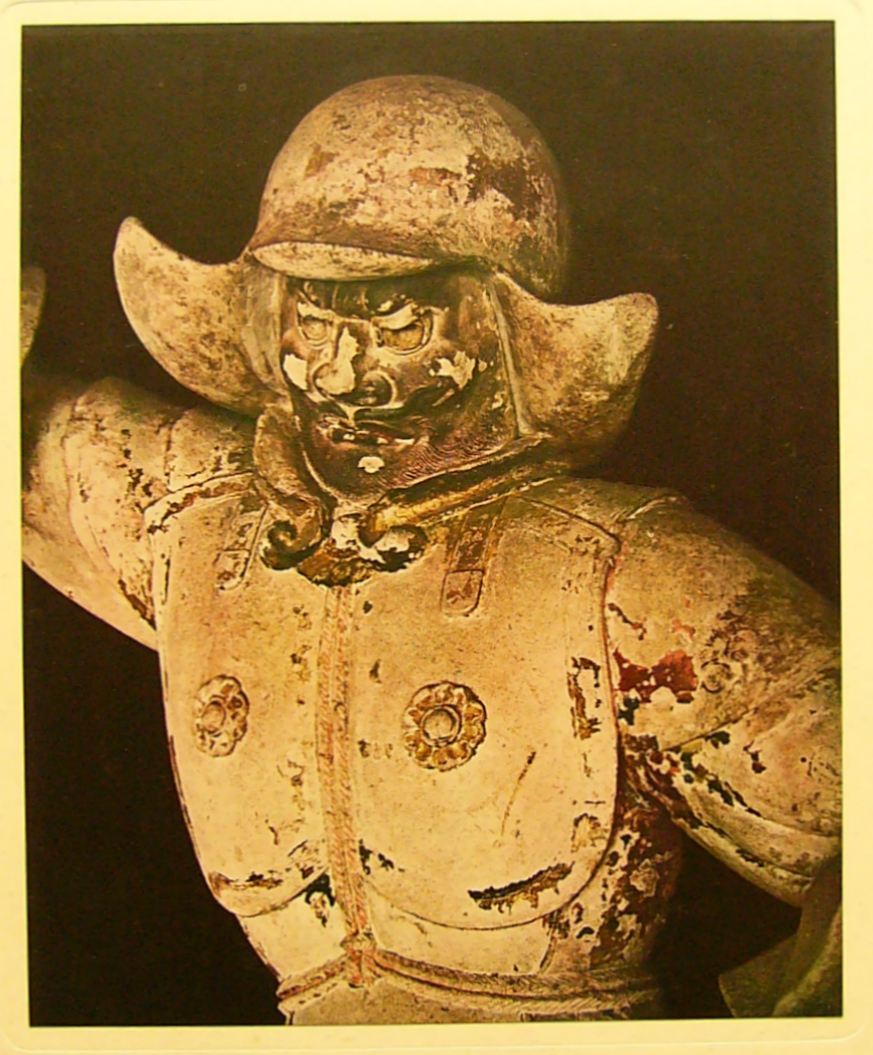
신야쿠시지 십이신장상 안저라
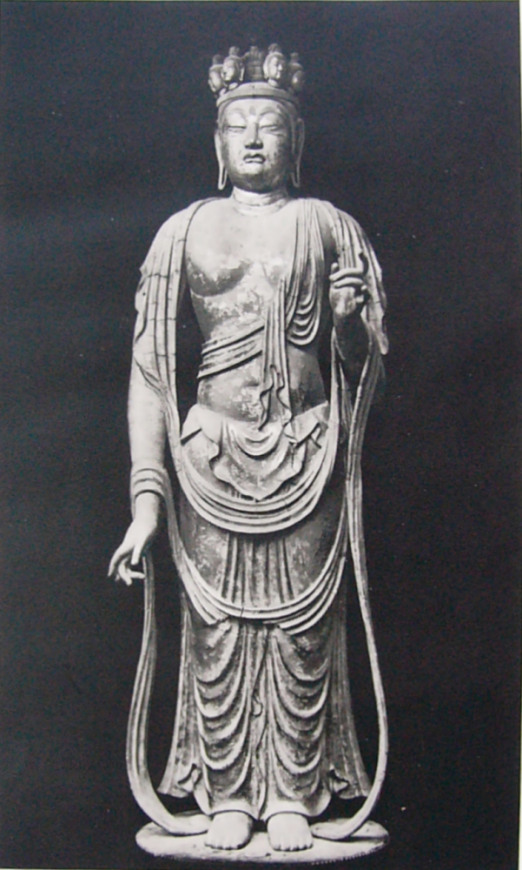
쇼린지 십일면관음상
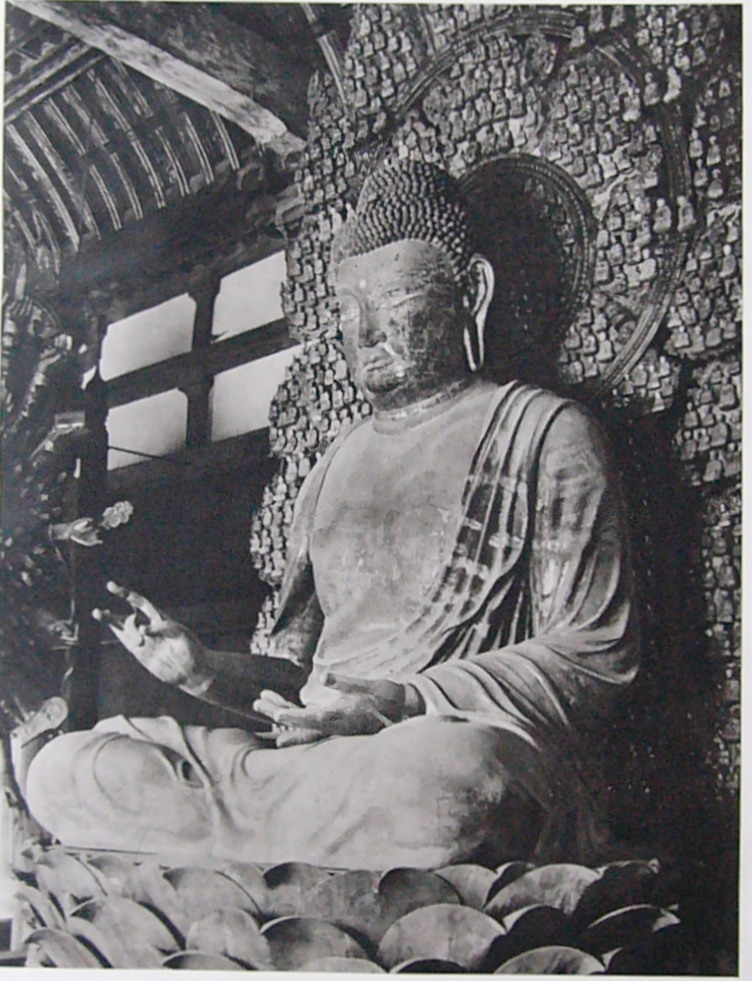
도쇼다이지 건칠노사나불상

### 헤이안 시대
새로 전해진 밀교의 영향으로 그 교령윤신(敎令輪身)으로서의 신비적이고 주술적(呪術的)인 의궤(儀軌)에 의거하여 많은 부처와 보살을 조각하였다. 밀교적인 신비성을 느끼게 하면서도 아직 전 시대의 사실적인 특색을 잃지 않은 과도기적인 작품으로서 다치바나데라(橘寺)의 일라상(日羅像)이나 또는 도쇼다이지(唐招提寺)의 대일여래상(大日如來像)을 들 수 있다. 그와는 달리 진고지(眞護寺)의 약사여래상(藥師如來像) 등은 얼굴 모습도 더욱 힘차게 긴장되어, 현세를 초월한 부처로서의 위력을 충분히 표현하고 있다. 또한 간신지(觀心寺)의 여의륜관음상(如意輪觀音像)은 밀교 특유의 신비감이 전체에 감돌면서, 한편으로는 인간 육체의 풍만함을 느끼게 한다. 밀교적인 양상을 가장 많이 띠고 있는 불상에 구카이(空海)가 세운 교오고코쿠지(敎王護國寺) 등에서 오대 명왕상(五大明王像)을 비롯한 몇 체의 불상을 볼 수 있다.
밀교 분위기를 뚜렷이 나타낸 불상 조각도 10세기가 가까워 옴에 따라서 그 특색이 희미해졌다. 무로지(室生寺)의 불상, 그 중에서도 미로쿠도(彌勒堂)의 석가여래상은 전체로서의 살붙임이 잘 정돈되어 얼굴도 팽팽해지고, 그 옷주름을 새기는 방법도 형식화되어 새로운 스타일임이 확실하다. 10세기에 들어서자 이전의 신비적인 중압감은 점점 없어지고 아미타여래좌상처럼 얼굴과 몸의 형태도 온화한 친밀감을 가질 수 있는 불상이 만들어지게 되었다. 그러나 양식에 있어서나 기술에 있어서나 순수한 일본식 조각 제작은 역시 11세기가 된 다음부터이다.

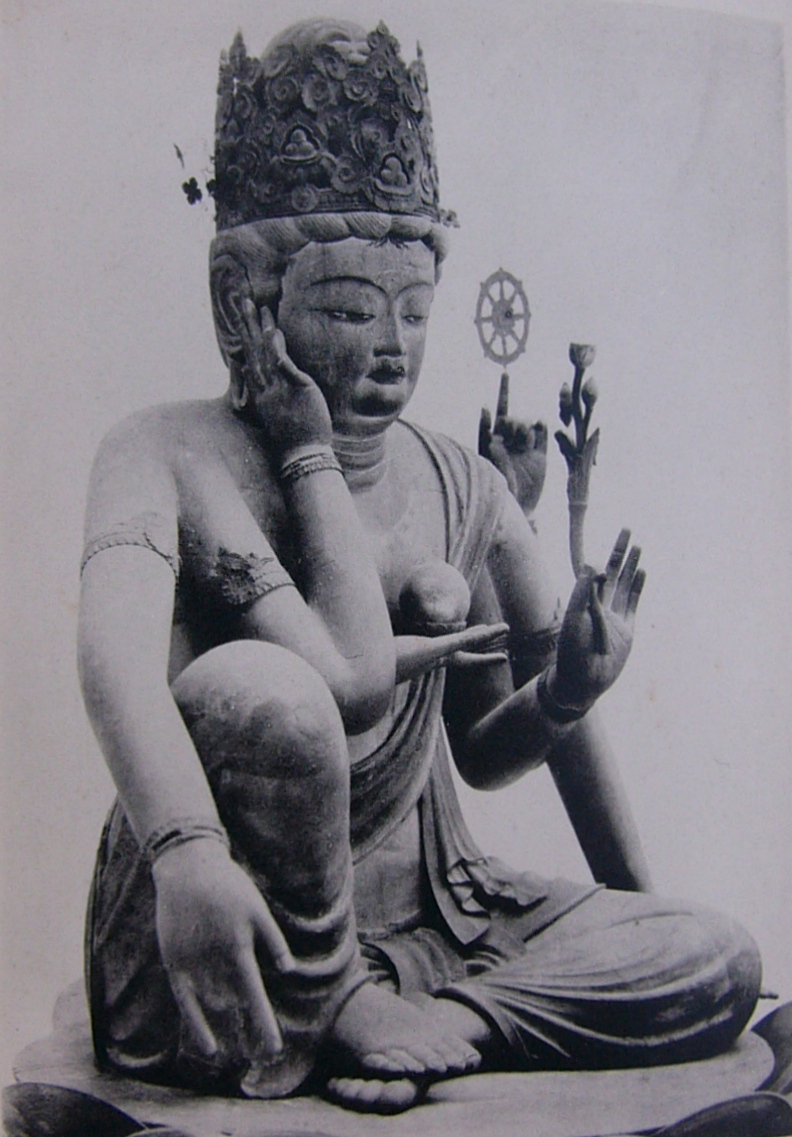
간신지 여의륜관음상
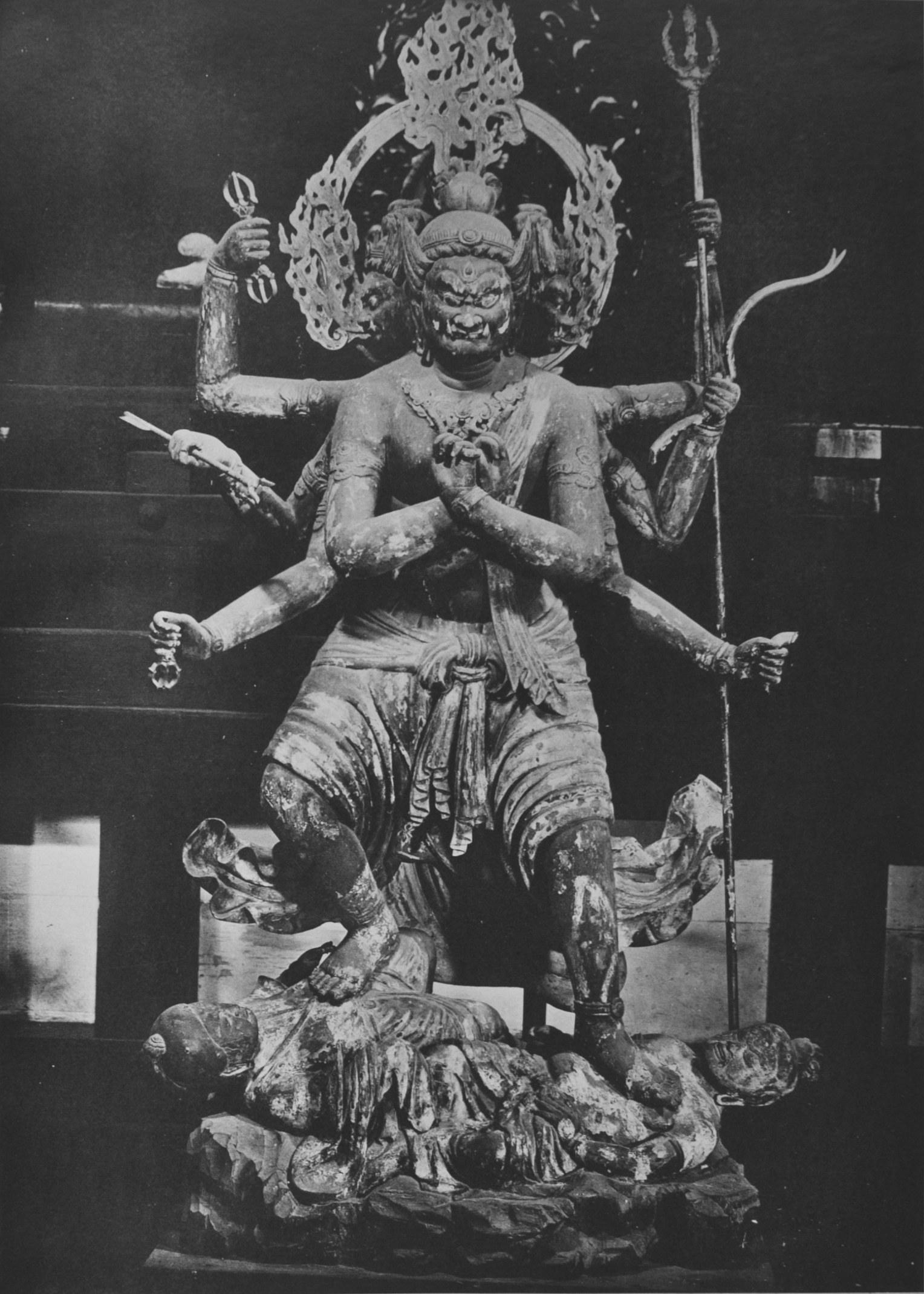
교오고코쿠지 오대명왕상
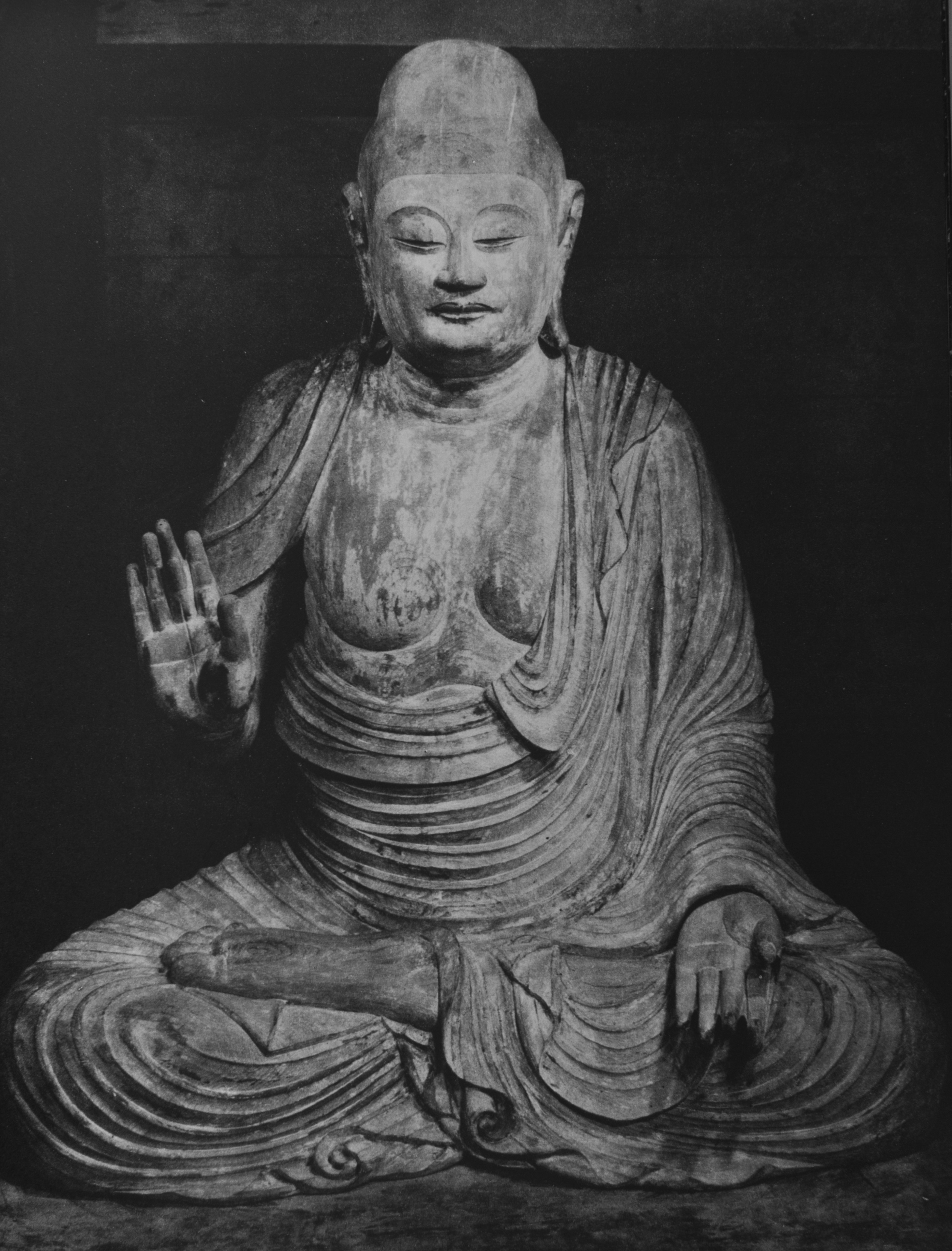
무로지 석가여래좌상

### 가마쿠라 시대
12세기 가마쿠라 시대의 조각에 가장 큰 영향을 준 것은 타버린 나라의 도다이지, 고후쿠지의 부흥이었다. 이 때의 작품들은 고전적인 사실주의가 하나의 목표였었다. 거기에 무가적(武家的)인 힘찬 기력이 조금씩 곁들여진 것이 이 시대의 특징이라 할 수 있다. 이러한 조각계를 리드하는 입장에 있었던 것이 시치조붓쇼(七條佛所)라는 불공(佛工)의 계통으로 이름에 게이(慶)를 붙이는 자가 많았으므로 게이파라고 하였다. 그 중심이 된 것이 운케이(運慶)이다. 운케이가 만든 고후쿠지의 무저상(無著像), 세친상(世親像)에는 같은 제재(題材)인 나라시대의 십대제자상(十大弟子像)과의 관련과, 다시 거기에 중후감이 합쳐진 운케이가 완성시킨 가마쿠라 양식을 볼 수 있다.
이 운케이의 중후한 작풍과 대조되는 것이 가이케이(快慶)의 작품이다. 헤이안 말기의 불상에서 볼 수 있는 우아함과 송의 양식에서 볼 수 있는 현세적인 아름다움을 받아들인 단정한 모습의 조상을 만들어 역시 하나의 가마쿠라 양식을 만들어 내고 있다. 보스턴의 미륵보살상이 있고, 도다이지 고케이도(公慶堂)의 지장보살상(地藏菩薩像)이나 사이호인(西方院)의 아미타여래상 등에서 가이케이의 작품을 엿볼 수 있다. 또한 조케이(定慶)의 유마상(維摩像)에서도 송나라 양식의 강한 영향을 볼 수 있으며, 그의 금강역사상에서의 노창(努脹)된 근육의 표현 등에도 극단적이라고까지 할 수 있는 사실성을 엿볼 수 있다.
가마쿠라 시대에 있어서의 사실에 대한 의욕 및 송나라 조각의 영향에 의해서 나형 조각에 정말 옷을 입힌 조상이 만들어지게 되었다. 그러나 이것은 조각적인 신체에 대한 파악의 진보를 말하는 것은 아니고 또한 실물인 옷으로써 조상의 옷으로 한다는 것은 곧 인형적인 표현에 이어져, 조각적인 표현으로부터는 도리어 이탈해가는 결과가 되었다. 덴코지(傳香寺)의 지장보살상 (1228), 쓰루가오카하치만구(鶴岡八幡宮)의 변재천좌상(辯財天座像, 1266) 등이 있다.

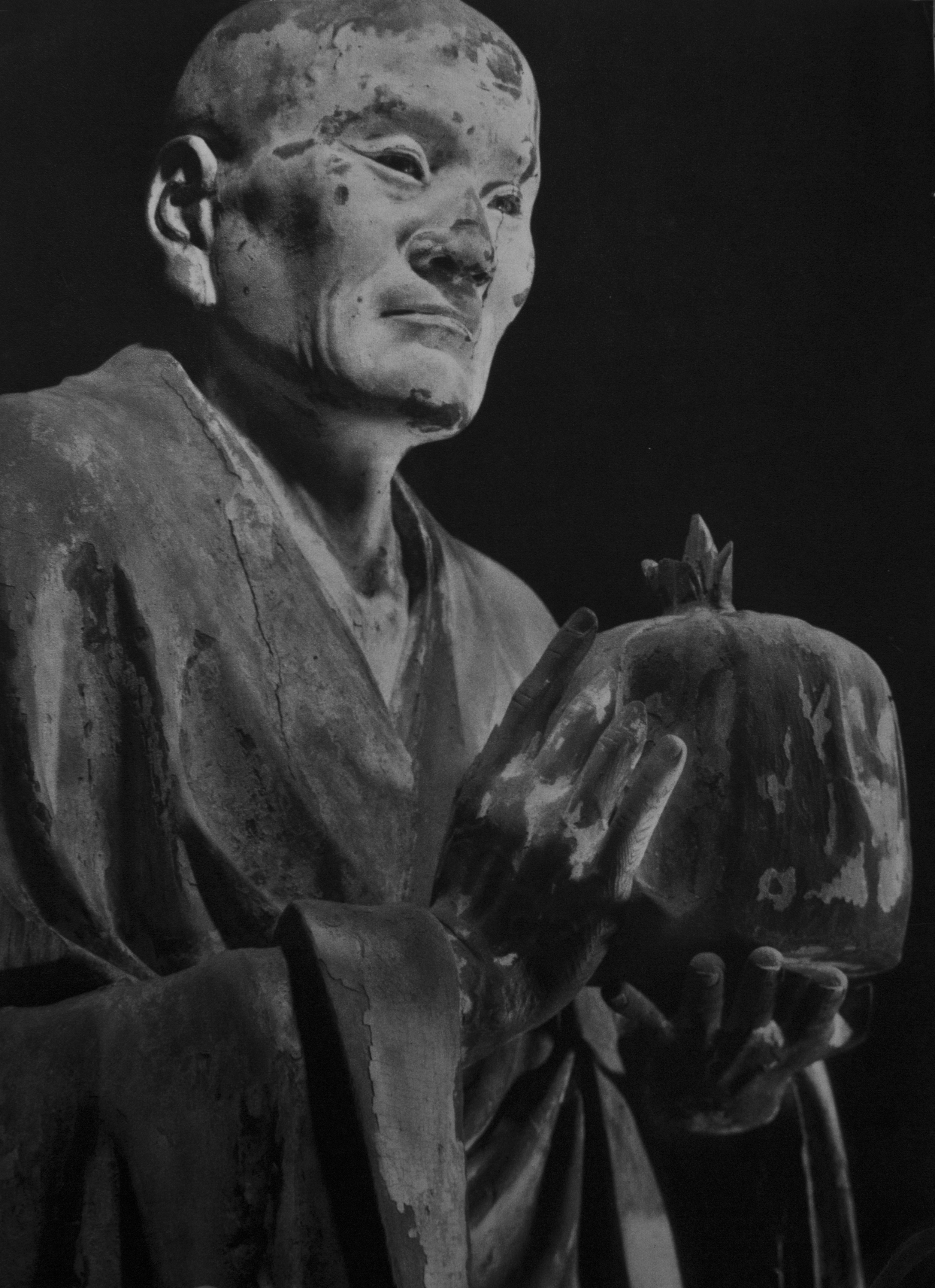
운케이 제작, 고후쿠지 무저상
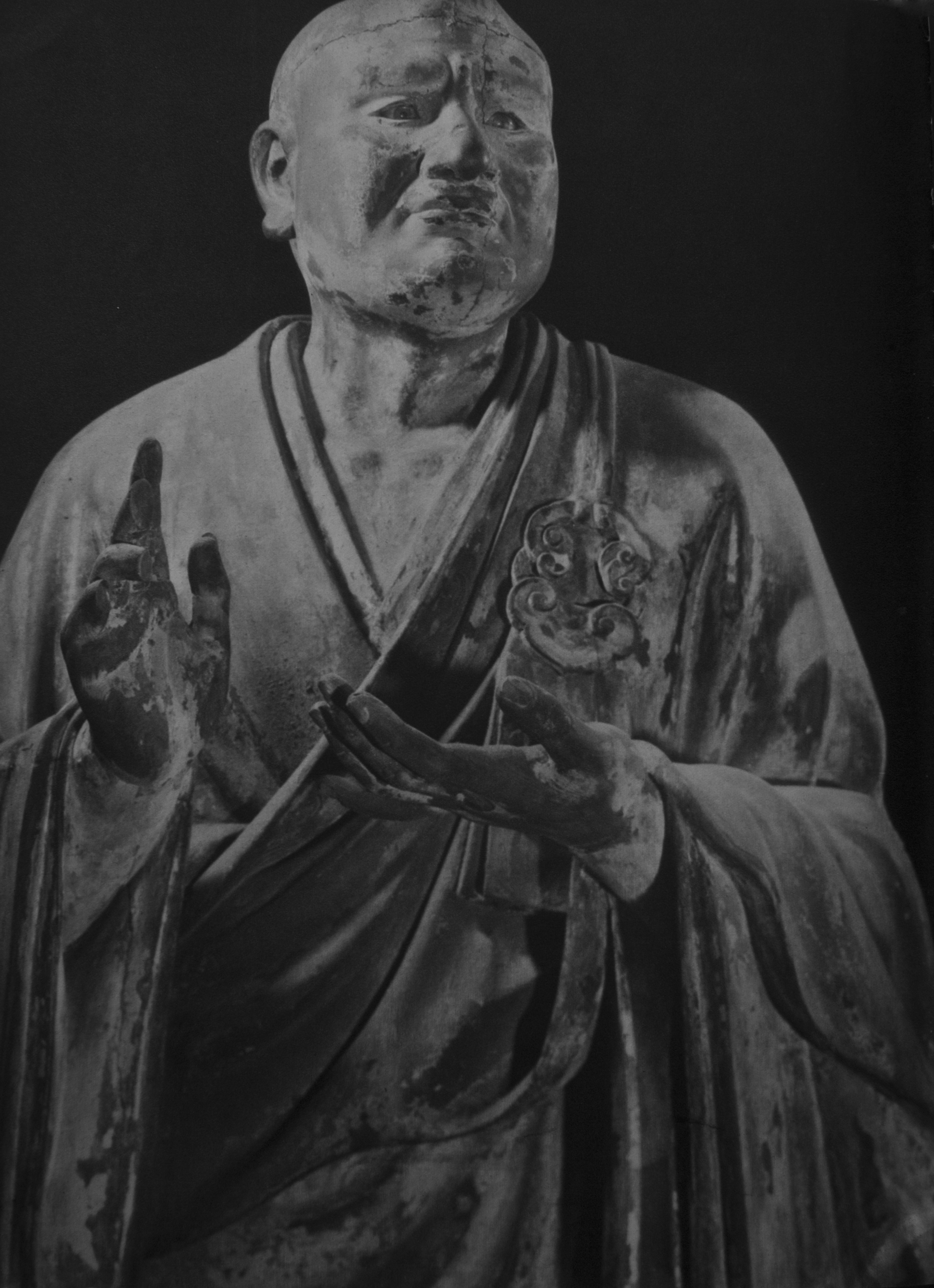
운케이 제작, 고후쿠지 세친상
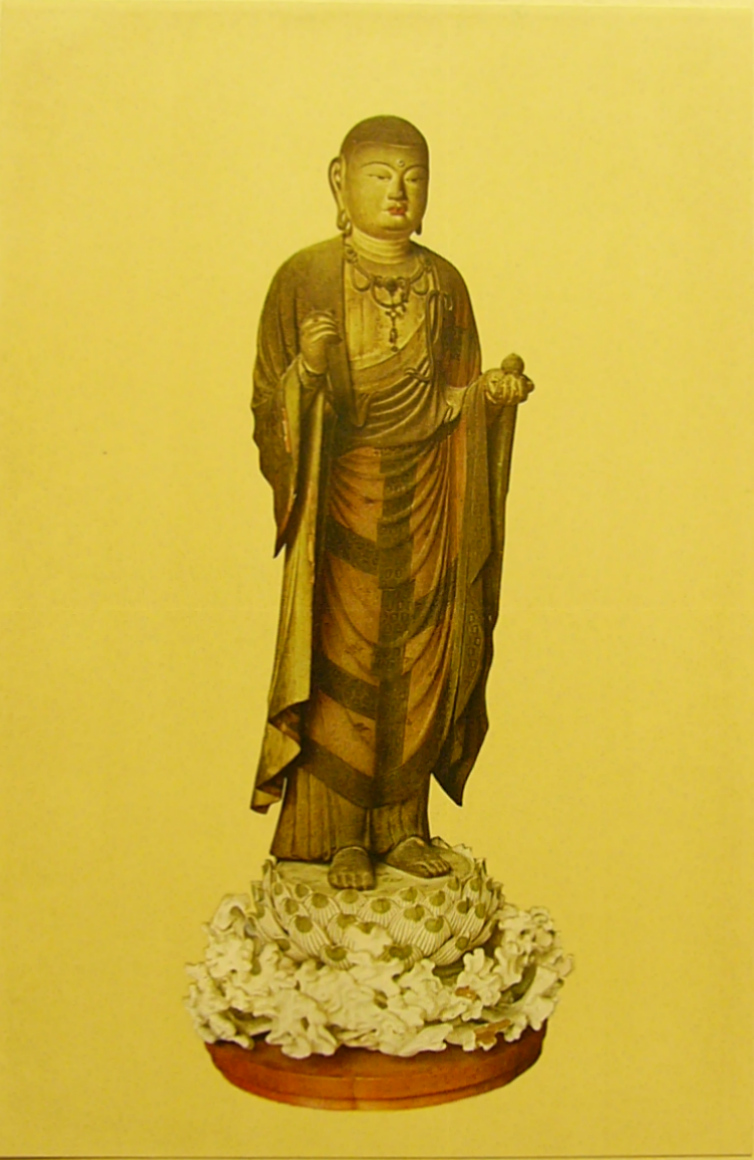
가이케이 제작, 도다이지 고케이도 지장보살상
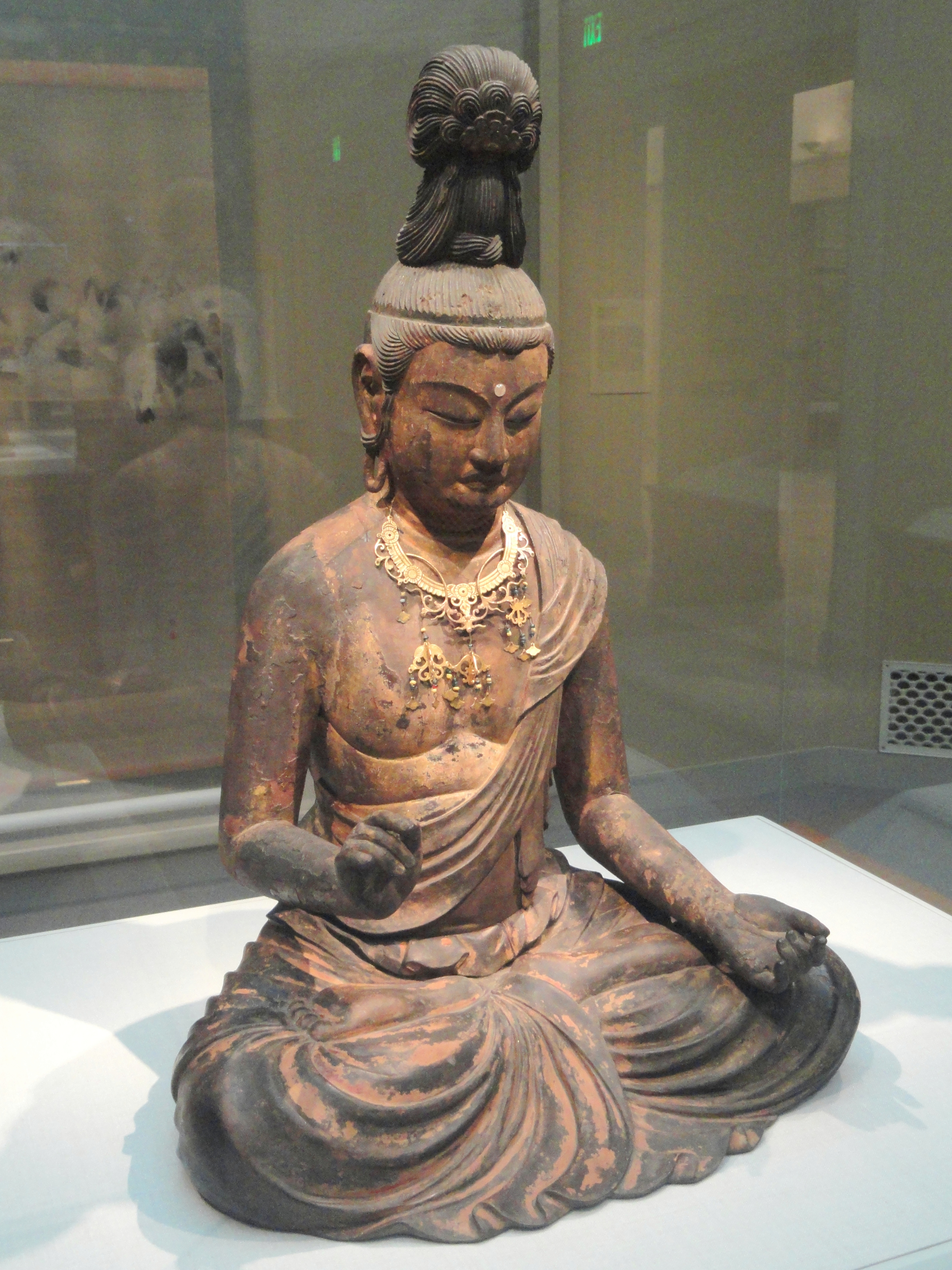
가이케이 제작, 보살 좌상
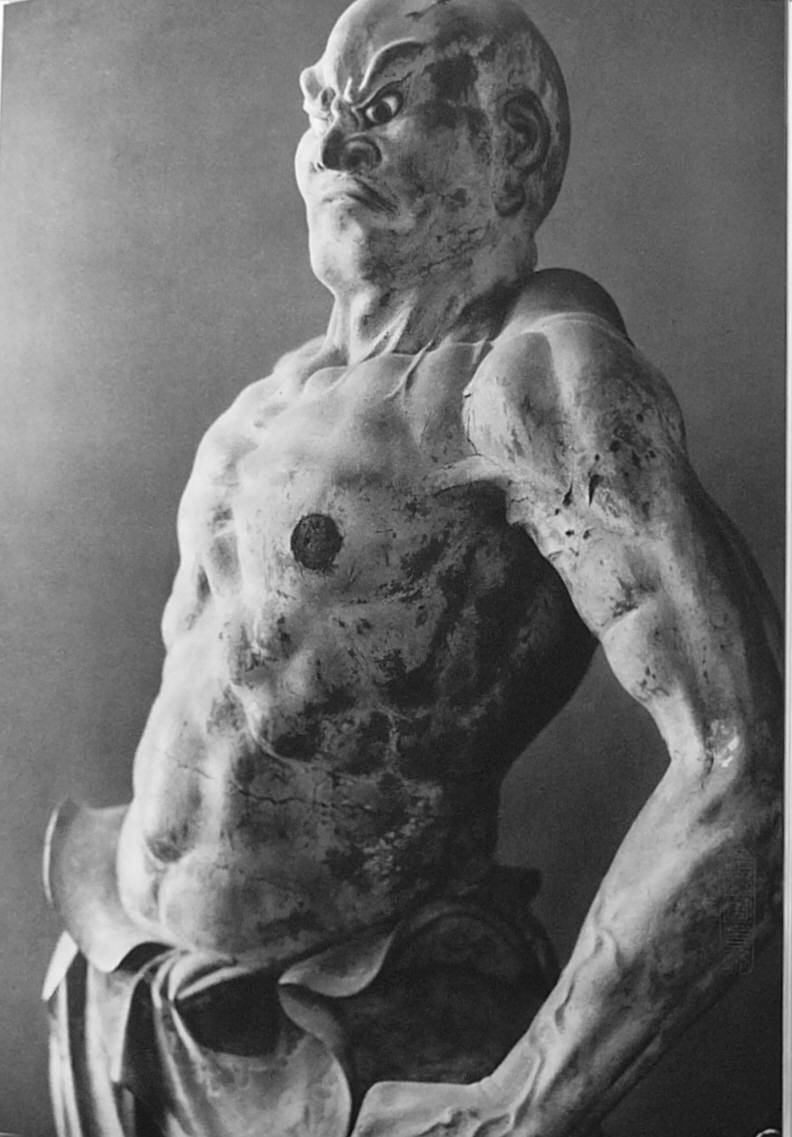
조케이 제작, 금강역사상
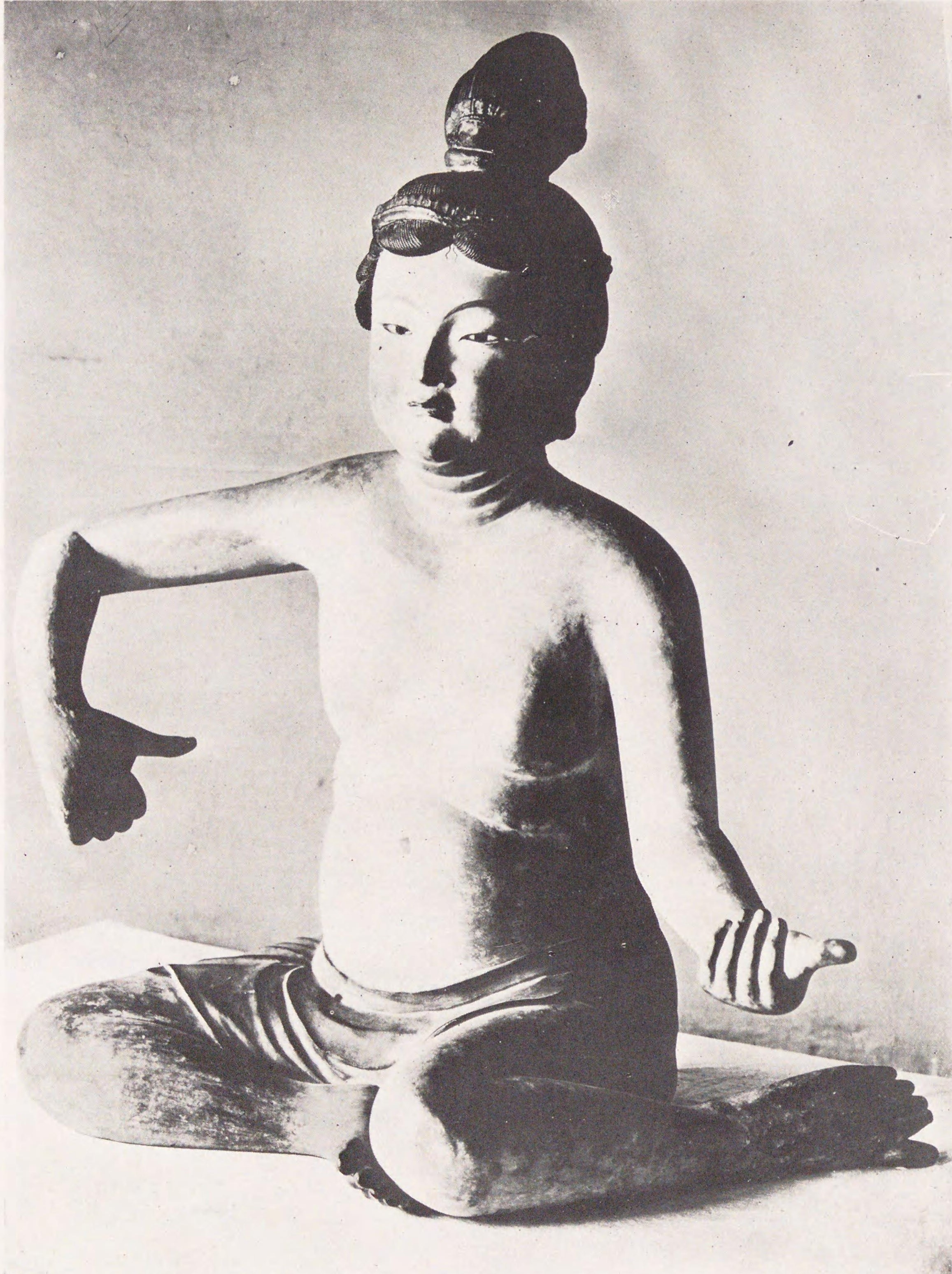
쓰루가오카하치만구 변재천좌상

## 공예

### 나라 시대

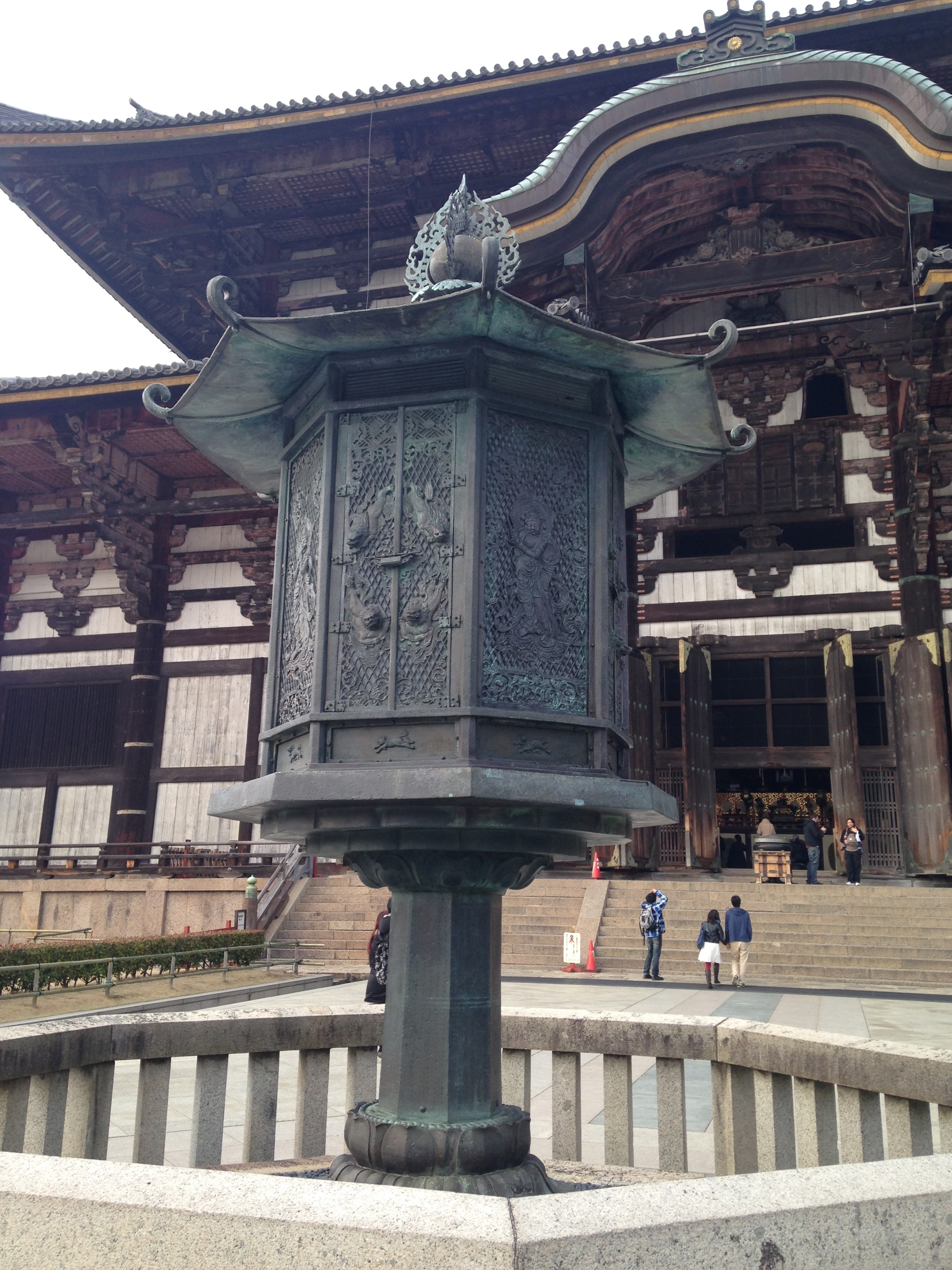
도다이지 금동 8각 등롱

도다이지 금동 8각 등롱(東大寺金銅八角燈籠)은 도다이지 다이부쓰덴(大佛殿)의 넓다란 뜰의 중앙에 서 있는 것인데, 다이부쓰덴 관련된 유물 중에서 유일하게 전하는 창건 당시의 유물이다. 대불(大佛)에게 바칠 등을 넣기에 꼭 알맞게 대담하게 커다란 형으로 만들어져 지주부(支柱部)에 비하여 불을 넣는 화대부(火袋部)가 유난히 큰 것이 특징이다. 8면의 화사(火舍) 중에서 4면은 양쪽으로 여는 문으로 만들고 사자문(獅子紋)을 부조(浮彫)하였으며, 다른 4면은 가사형(架裟形)의 투조(透彫) 바탕 위에 답할연화상(踏割蓮華像) 위에 서서 비운(飛蕓) 속으로 천의(天衣)를 펄럭이면서 음악을 연주하는 음성보살(音聲菩薩)을 부조했다.
도다이지의 쇼소인에는 수많은 보물들이 수장되어 있는데, 여기에는 고메이(光明) 황후가 부군의 유애품을 도다이지에 헌납한 것을 비롯하여 9천여 점이 넘는다. 보물의 귀중함은 나라시대 당시의 보물들이 거의 그대로의 모습으로 전세(傳世)되어 남아 있다는 점과 유서(由緖)가 지극히 확실하여 남겨진 기록에 의하여 그 성격을 분명히 알 수 있다는 점 때문이다. 또한 종류나 기법이 다채로와 예술적으로 가치가 높으며 세계적인 성격을 갖추고 있다. 당시 일본과 가장 친근했던 한국의 산물이나 중국의 것은 말할 것도 없거니와 동남 아시아·인도 등의 남방 지역, 중앙아시아 지방, 더욱 멀리는 사산 왕조 페르시아, 남러시아나 동로마의 비잔틴 문화의 영향을 받은 것 등, 당나라를 중개로 하여 전해진 것이 있다.

### 헤이안 시대

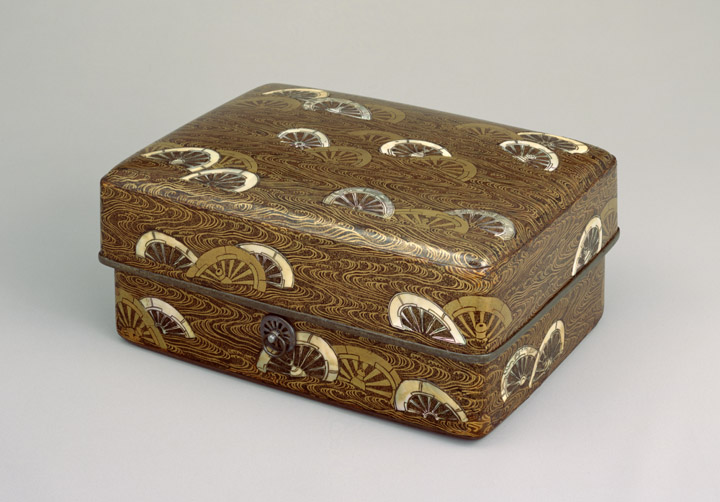
편륜차 나전 마키에 수상. 헤이안 시대.

화첩 마키에 쿄쇼쿠(花蝶蒔繪挾軾)는 헤이안의 전기 대표적인 칠공예품이다. 후지다 미술관 소장으로서 형식은 갑판(甲板)에 2각(脚)을 순자로 세우고, 하부에는 2단(段)의 고형을 붙이는 받침대를 파내고 있으며, 쇼소인에 전하는 칠공예품과 형식을 같이하고 있다. 갑판에는 천을 바르지 않았으며 전체를 흑칠로 칠하여 갑판을 측면과 다리 밑 받침대에 보상화(寶相華)와 나비를 번갈아 가며 금은 마키에(蒔繪)로 나타내고 있다.
편륜차 나전 마키에 수상(片輪車螺鈿蒔繪手箱)은 후지와라 마키에(藤原蒔繪)의 세련된 무늬와 정교한 세공이 조화된 수상이다. 유수(流水)에 적신 우차(牛車)의 차륜문양(車輪文樣) 65개를 나전과 금마키에로 번갈아 배치했다. 마키에에는 소금(燒金)과 청금분(靑金粉)을 적당히 배치하고 색채에 변화를 주고 있다.

### 가마쿠라 시대
가마쿠라 시대 이후 계속해서 도기를 생산한 6개의 가마인 세토(瀨戶)·도코나메(常滑)·에치젠(越前)·시가라키(信樂)·니와(丹波)·비젠(備前)을 총칭하여 육고요(六古窯)라 한다. 헤이안 시대까지의 가마는 전국에 흩어져 있었으나 가마쿠라 시대에 이르자 주로 육고요에서 집중적으로 도기가 생산되었다. 이 중에 세토 이외의 가마에서 구워진 것이 야키지메(焼締め) 도기인데 독·항아리·바리 따위 일상잡기가 그 중심이었으며, 민중 사이에서 전국적으로 사용되었다.
세토에서는 가마쿠라 시대에 기형(器形)이나 문양(文樣)에 중국 송나라와 원나라 시대 도자기의 영향을 받아 유일한 시유도기(施釉陶器)를 생산하였다. 다만 고세토(古瀨戶) 도기는 헤이안 시대의 신흥 사무라이 계급이나 사원 등 한정된 범위에서밖에 퍼지지 못했다.

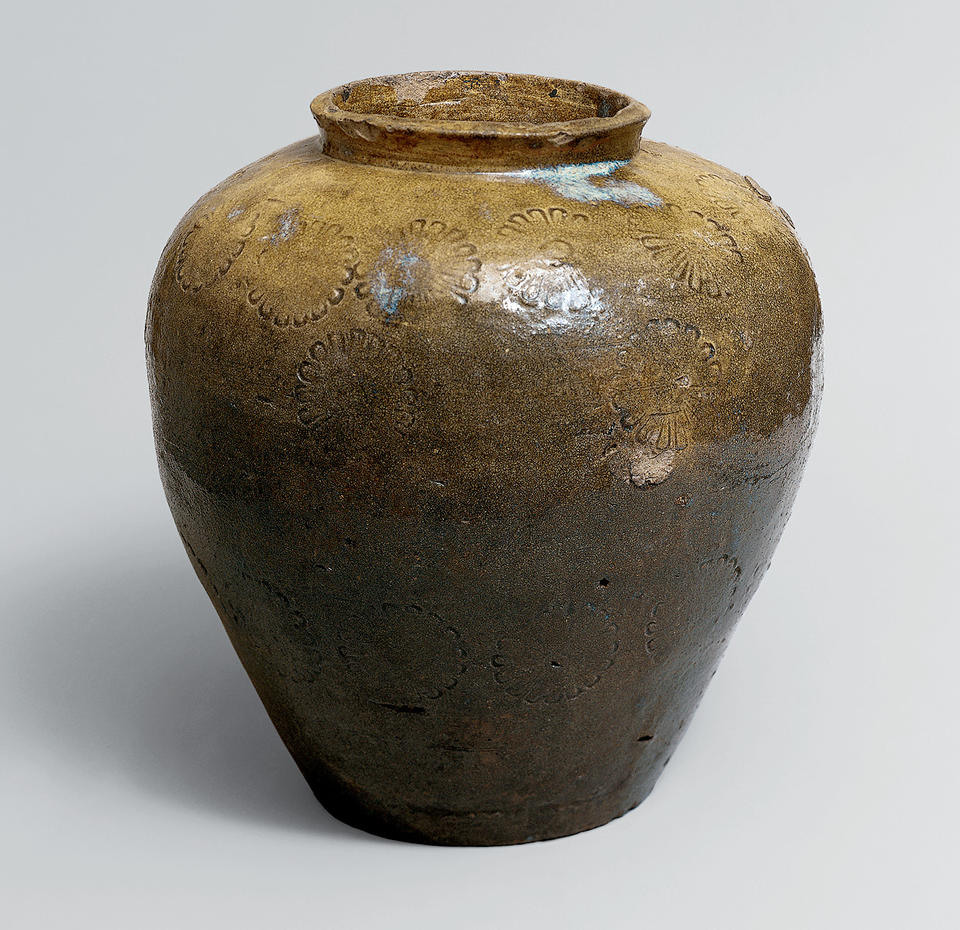
고세토 항아리. 13세기.
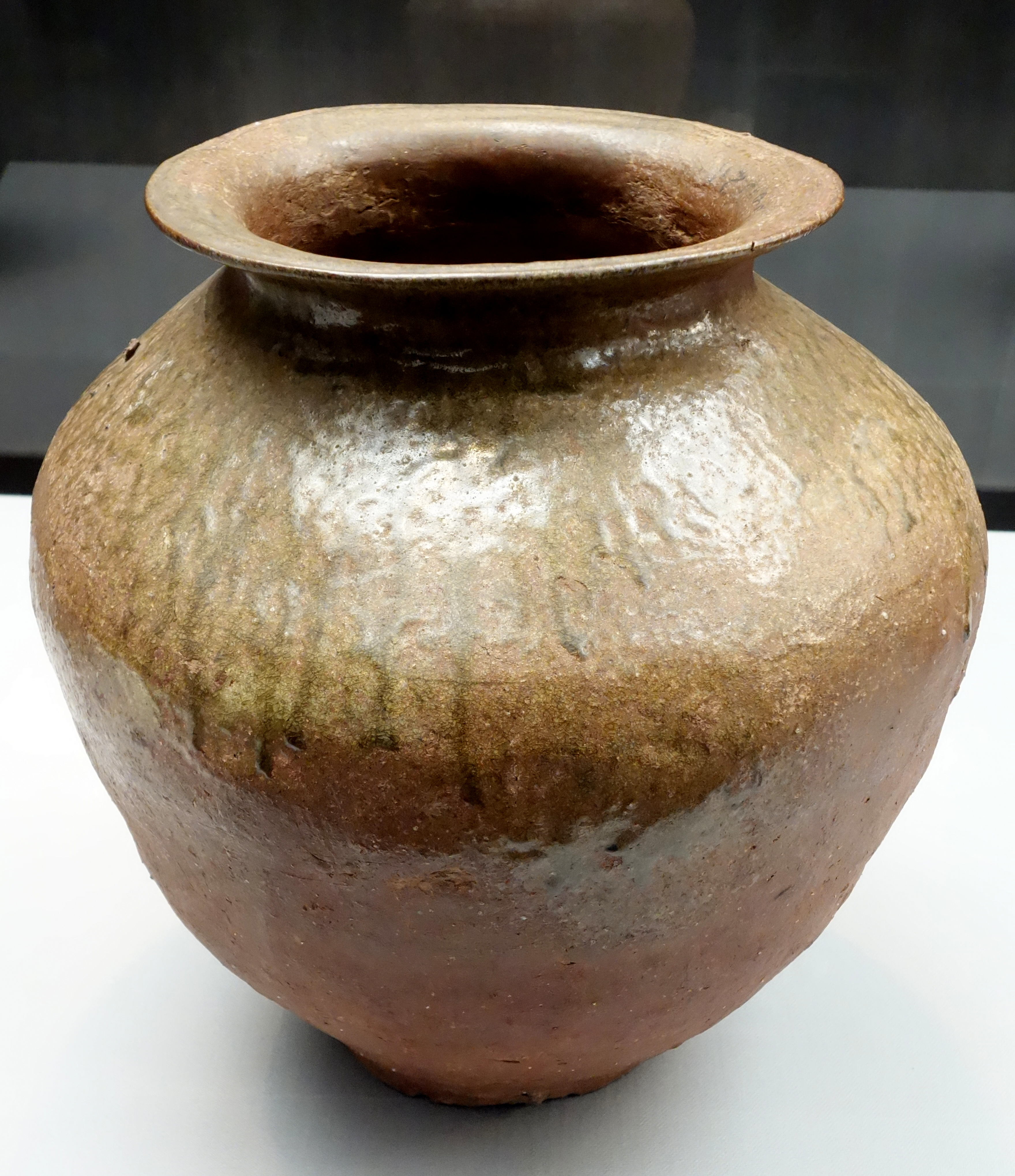
도코나메요 항아리. 12세기.
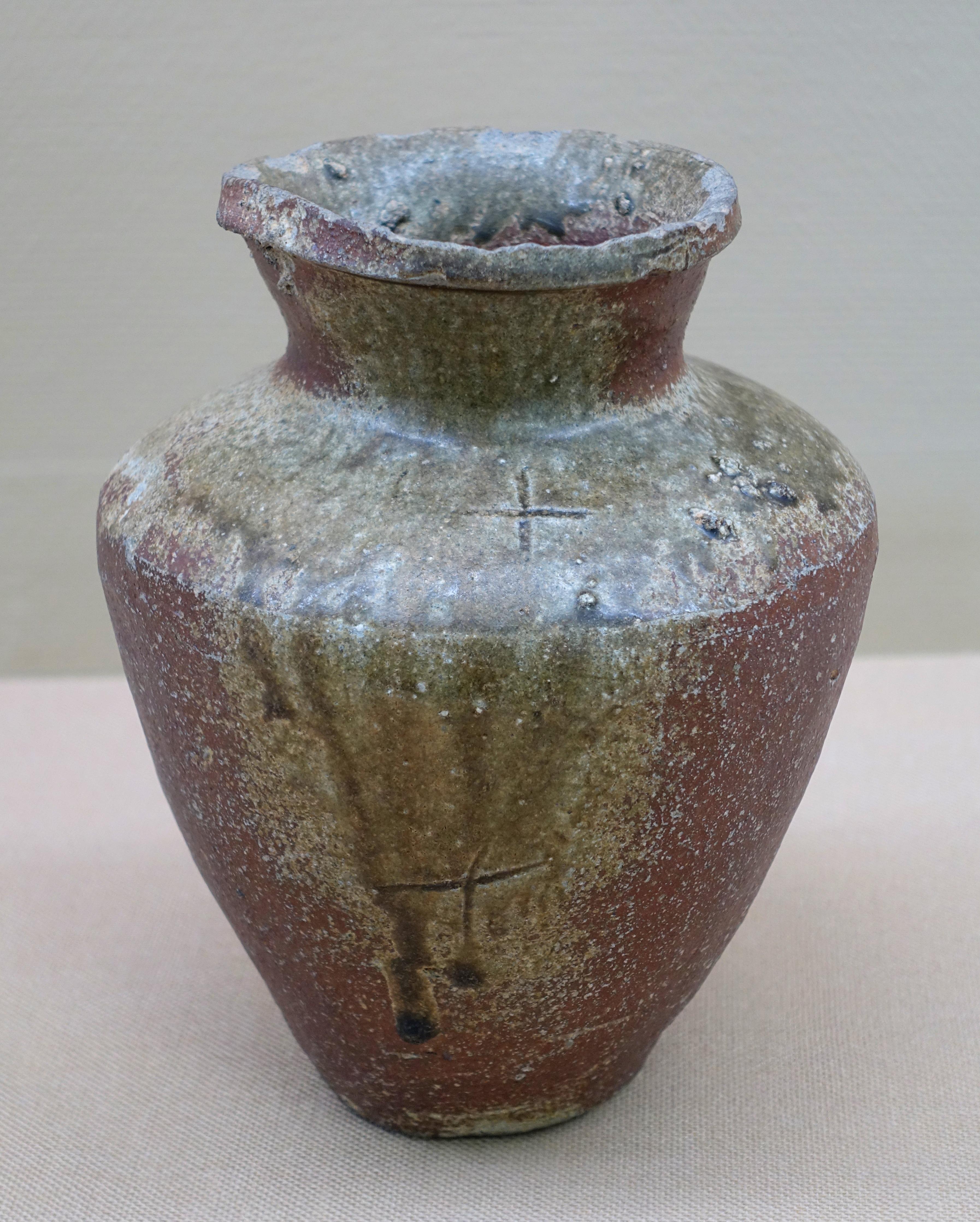
에치젠요 항아리. 13세기.

### 아즈치모모야마 시대
모모야마 시대가 되자 그 때까지 성했던 다도(茶道)가 더욱 번성해져서 도예계에도 커다란 영향을 미쳤다. 센노 리큐(千利休)를 비롯하여 뛰어난 다인(茶人)들의 예리한 심미안이 그 무렵의 도자기 발달을 한층 더 자극하였다. 임진왜란에 의하여 한국에서 많은 도공(陶工)이 일본에 이주하여 한국의 기술을 널리 전했는데, 그 대표적인 예로서 한국인 라쿠조지로(樂長次郎)에 의하여 만들어진 라쿠야키차완(樂燒茶碗)이 있다. 부드러운 질의 도기로 된 차분하고 소박한 아름다움은 조용히 음미하는 마쓰챠(抹茶)에 알맞는 것으로서 대단히 애호되었다.
세토요(瀨戶窯)는 전란에 의하여 미노(美濃)에 옮겨졌는데, 여기에서 소성(燒成)된 세도도(瀨戶陶)의 양식에 의하여 기세토(黃瀨戶)·시노(志野)·오리베(織部)로 나뉜다. 기세토(黃瀨戶)는 표면의 유색(釉色)이 황색을 띄어 붙은 명칭이며, 유약은 종래의 고세도(古瀨戶)의 계보를 따라서 목회질의 회유(灰釉)이고 가장 전통적인 세도요예(瀨戶窯藝)라 할 수 있으나, 유조(釉調)는 현저하게 다르고 특히 불투명한 거친 표면으로 된 것에 당대의 특색이 발휘되었다. 시노(志野)는 좀 거친 백토로 만들어진 기부(基部)에 장석질(長石質)의 백색유가 두껍게 입혀진 것이 기본적인 모습이다. 오리베(織部)는 센노 리큐의 수제자이자 후루타 오리베로도 불리던 후루타 시게나리(古田重然)의 지도를 받고 도기를 만들었던 데서 유래한다. 기발한 기하학적인 무늬나 남만적(南蠻的)인 분위기를 불어넣은 독창적인 의장(意匠)으로 유명하다.
가라쓰야키(唐津燒)는 모모야마시대에 일어난 도예(陶藝)로서 일본에 이주한 한국 사람들에 의하여 시작되어 형자(形姿)·문양 등에 한국 도자기(고려자기 및 이조백자)의 영향이 현저하고 일상잡기를 주로 구웠다. 이 가라쓰야키는 양식에 따라 오쿠고라이(奧高麗)·마다라카라쓰(斑唐津)·에카라쓰(繪唐津)·쿠로카라쓰(黑唐津) 조센카라쓰(朝鮮唐津＝조선을 말함) 등으로 나뉜다.

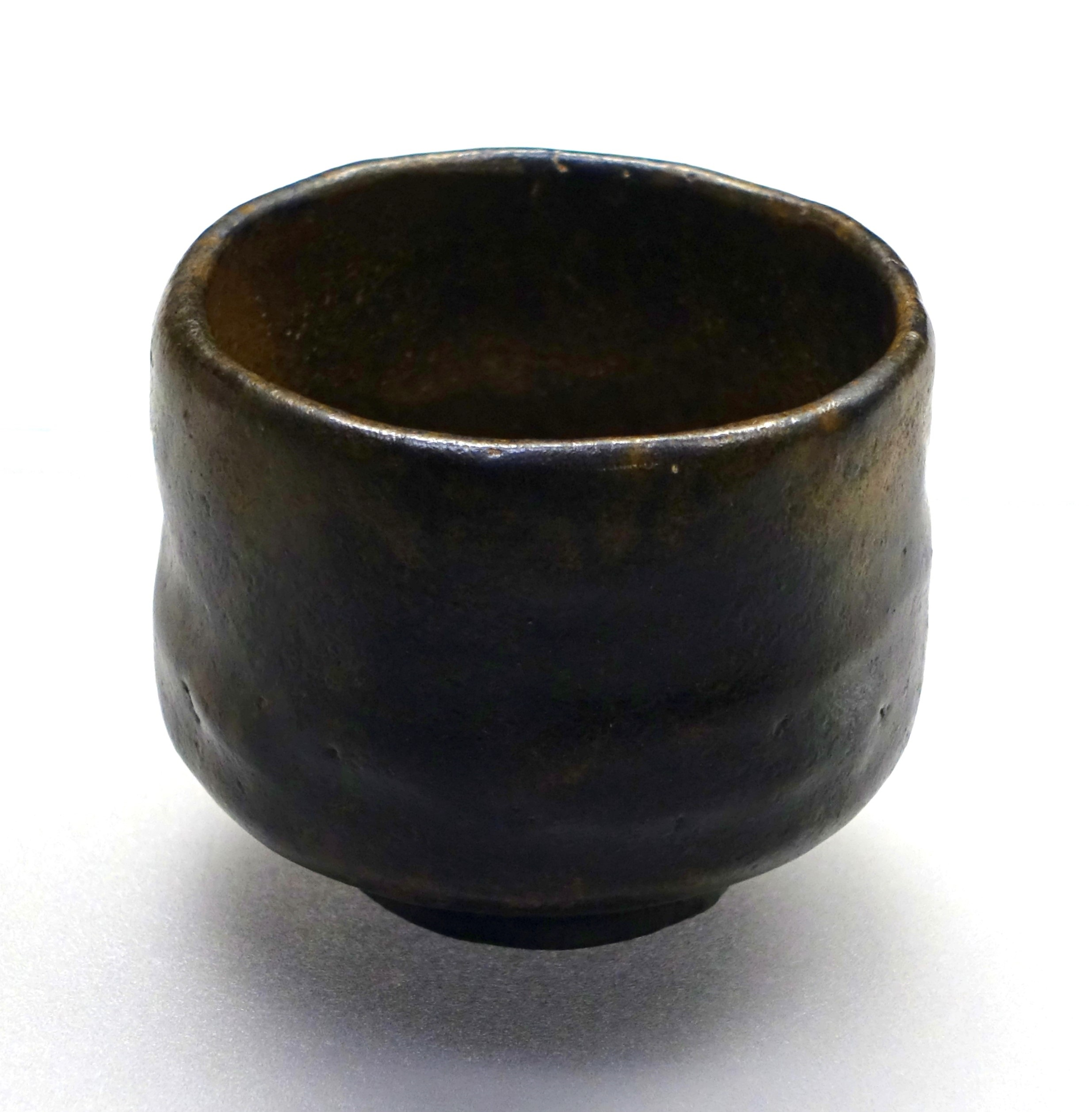
라쿠야키 차완
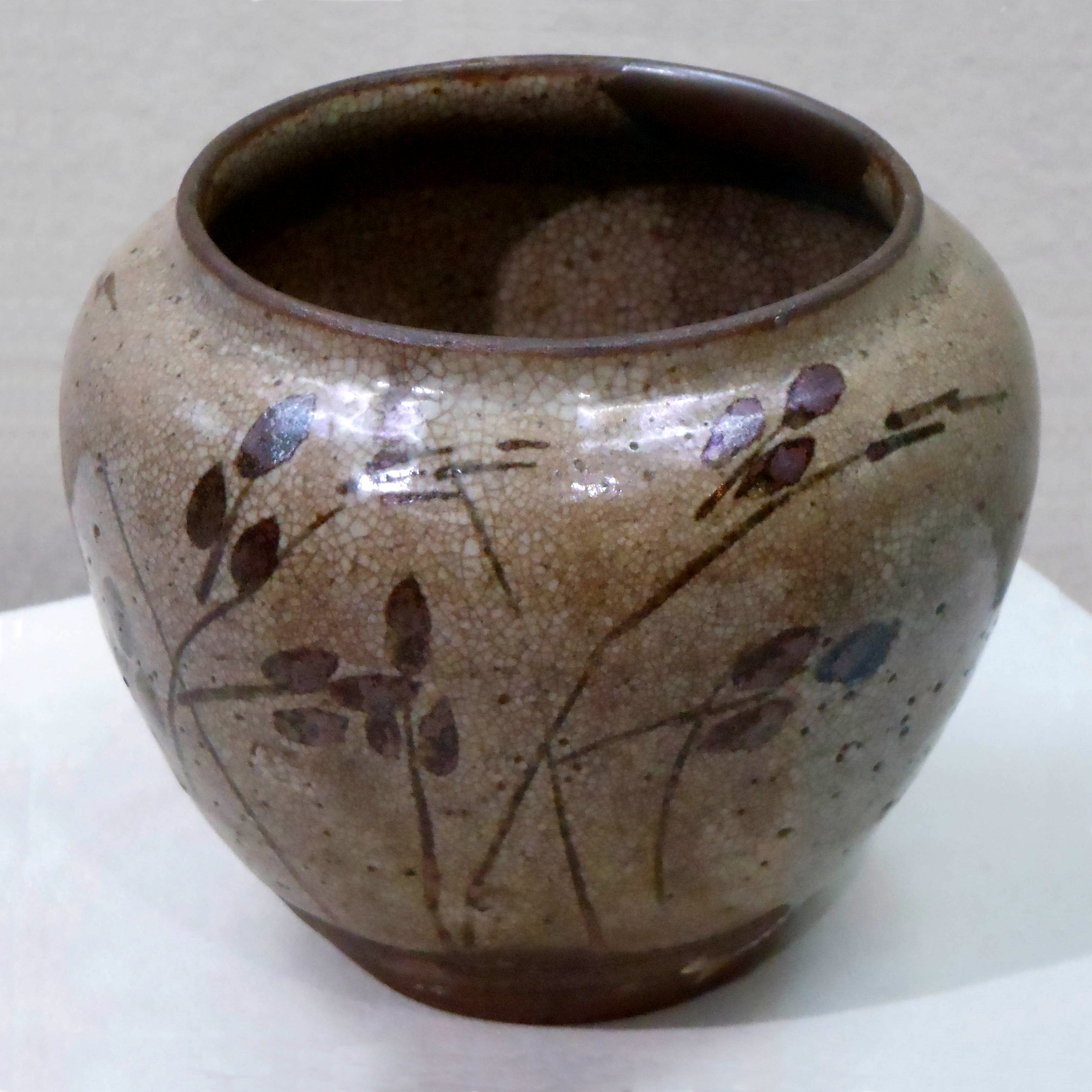
에카라쓰 항아리

### 에도 시대
나베시마야키(鍋島燒)은 조선인 이삼평(李參平)에 의하여 시작되었다고 전해지는 일본 최초의 자기(磁器)이다. 청람색(靑藍色)을 띄는 자기는 소메쓰케(染付)로   부른다. 같은 계통의 자기가 많이 만들어졌으며 이마리항(伊万里港)에서 수출되었으므로 이마리야키라 불렀다.

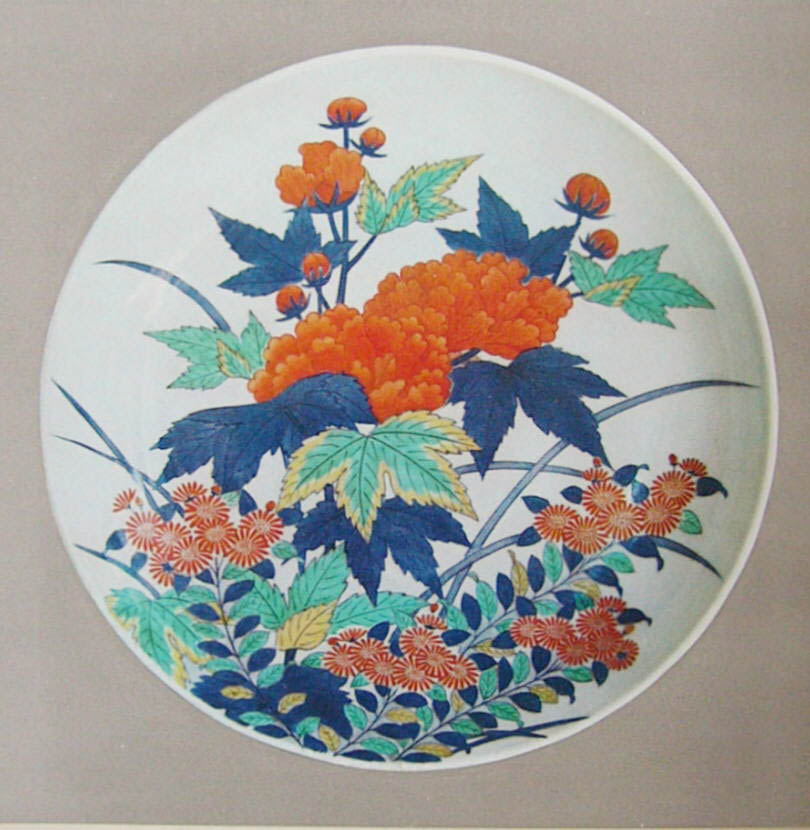
나베시야키 접시. 17세기 후반.
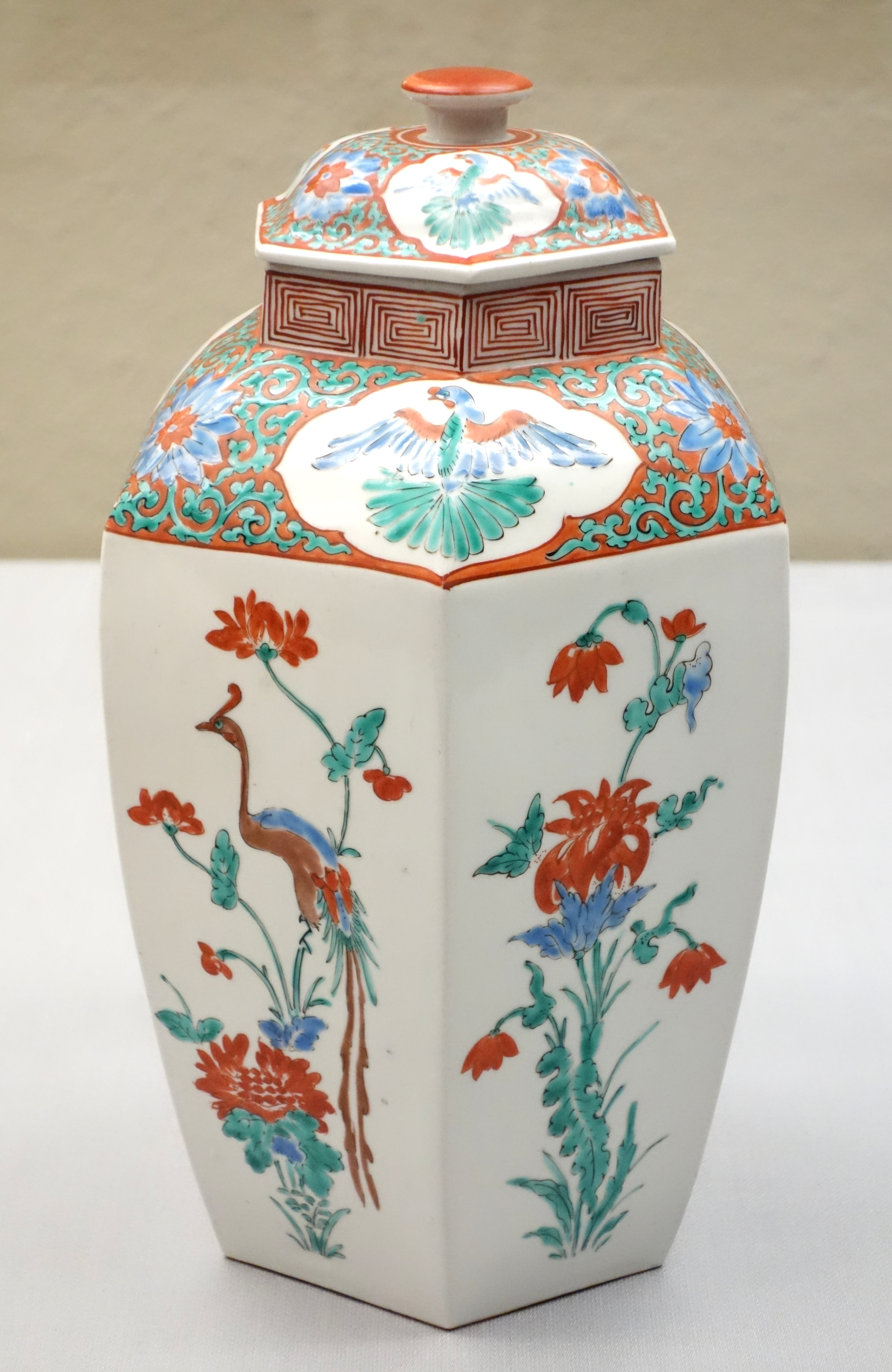
이마리야키 육각형 항아리. 17세기.
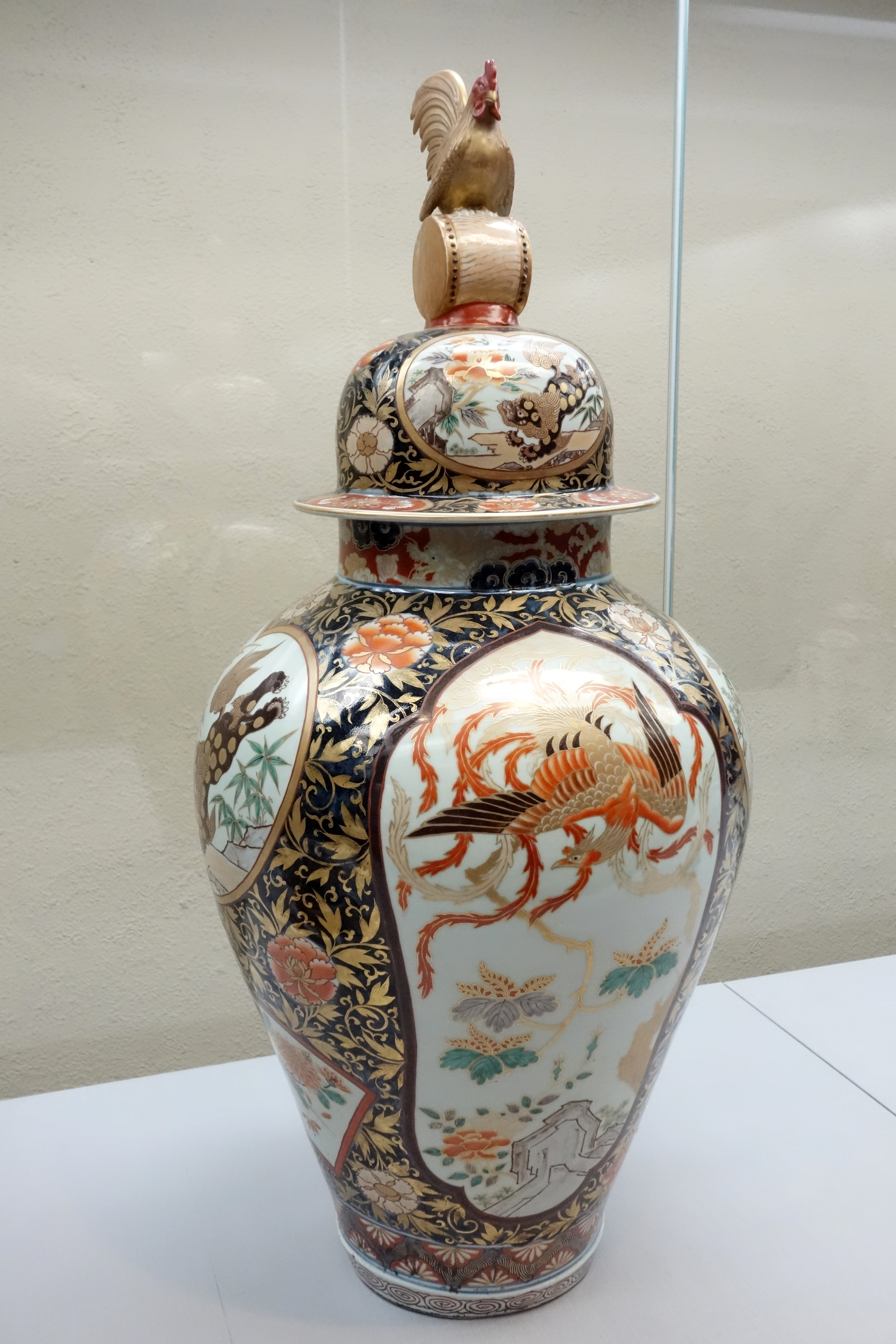
이마리야키 항아리. 18세기.

## 근대 미술
오랫동안의 에도 막부 정치에 의한 봉건제도가 붕괴되고 메이지 정부도 서양 근대 문명을 흡수하는 정책으로 나왔기 때문에 서양미술의 영향이 점차로 강하게 나타나, 미술계는 서양의 감화를 강하게 받아들일 양식 미술과 재래의 일본미술의 흐름을 발달시키려고 하는 일본식 미술의 양면이 전개되었다.
근대로 접어들어 유화(油畵)가 크게 유행하고 있던 무렵 일본화단의 재편성을 노리고 1879년에 류치카이(龍池會)가 결성되었는데, 고서화감상회(古書畵鑑賞會)를 합병해서 1887년에 일본미술협회(日本美術協會)가 발족되었다. 나중에 협회파, 구파(舊派)로 불리게 되었다. 도사·스미요시파, 마루야마·시조파·문인화파의 후예들로 조직되고, 야마나 쓰라요시(山名貫義)·시바다 제신(柴田是眞)·다자키 소운(田崎草雲)·가와바다 교쿠소(川端玉草), 노구치 유코쿠(野口幽谷), 다키 가테이·가와베 미타테(川邊御循)·모리 간사이(森寶齋)·기시 지쿠도(岸竹堂) 등이 그 중심이었다.
1887년 오카쿠라텐신(罔倉天心)는 도쿄미술학교(東京美術學校)를 설립하였고 이로 인하여 이로써 개성주의가 싹트기 시작하였다. 1907년에는 신파와 구파를 병합해서 문부성(文部省) 전람회인 분텐(文展)이 개최되었다. 여기를 거친 화가에 와다 산조(和田三造)·나가자와 고코(中澤弘光)·야마시타 신타로(山下新太郎) 등이 있다. 1913년 분텐(文展)에 대립하는 재야 단체로서 니카카이(二科會)가 수립되었다. 멤버로는 아리시마 쇼마(有島生馬)·야마시타 신타로(山下新太郞)·쓰다 세이후(津田淸楓)·이시이 하쿠테이·우메하라 류자부로(梅原龍三郎)·고스기 호안(小杉放庵)·사카모토 한지로(坂本繁二郎) 등이 있다.
쇼와 초기에는 세계적인 불경기의 영향이 일본에도 미쳐서 사회적으로나 경제적으로 불안정한 모습이 드러났다. 미술 특히 회화 부분에서도 사회주의적 경향의 작품을 발표하는 사람들도 있었다. 한편 추상주의나 초현실주의와 같은 새로운 미술의 양상도 수입되어 왔다. 이윽고 일본은 제2차 세계 대전을 경험하게 되었기 때문에 이후로부터 종전까지의 사이는 이러한 경향의 적극적인 진전은 볼 수 없다. 그러나 이 동안에도 일본의 전통미술을 다시 보는 움직임이 뿌리깊어서 지금까지 그다지 주목되지 않았던 일본건축이나 민예품에도 커다란 존재가치를 인정하게 되었다.
종전 이듬해에는 이미 니카카이가 전람회를 개최하였고 니카카이에서 분파한 무카이 준키치(向井潤吉) 등이 행동미술협회를 발족하였고 미야모토 사부로(宮本三郎) 등이 제2기회(第二紀會)를 발족하였다. 일본화 세계에서는 신선한 화풍을 목표로 한 야마모토 큐진(山本丘人)·후쿠다 도요시로(伏田豊四郎)·요시오카 겐지(吉罔堅二)·우에무라 쇼코(上村松篁) 등이 창조미술을 결성, 나중에 신제작파협회(新制作派協會)의 일본화부에 합동하였다.
국제적인 교통의 발달, 그리고 커뮤니케이션의 발달과 서로 어울려 일본 화단을 더욱더 국제화단과 동위치에 놓고서 생각하게끔 되었다. 유화의 오카다 겐조(岡田謙三), 스가이 구미(菅井汲), 판화의 무나카타 시코(棟方志功)·하마구치 요조(濱口陽三) 등이 국내라는 한정된 무대가 아니라 점차로 파리·뉴욕 등에서 당당히 발표하여 평가를 받는 양상도 갖게 되었다.

## 같이 보기
- 미술사 연표

## 참고 문헌
- 이 문서에는 다음커뮤니케이션(현 카카오)에서 GFDL 또는 CC-SA 라이선스로 배포한 글로벌 세계대백과사전의 〈일본의 회화〉 항목을 기초로 작성된 글이 포함되어 있습니다.